# Persone di nome Michael
| Questa pagina contiene informazioni ricavate automaticamente dalle voci biografiche con l'ausilio del template Bio e di un bot. L'aggiornamento è periodico e automatico e ricostruisce completamente la pagina. Se manca una persona in questa lista, sei pregato di non aggiungerla, ma accertati piuttosto che la sua voce biografica contenga il template Bio e che i dati anagrafici siano correttamente compilati. Se il template Bio manca, inseriscilo tu stesso o, in alternativa, metti l'avviso {{tmp\|Bio}} che ne segnala la mancanza. Se i dati riportati sono sbagliati, correggi direttamente la voce biografica; le modifiche saranno visibili in questa lista entro pochi giorni. Per chiarimenti vedi il progetto antroponimi. La lista contiene solo le 2.539 persone che sono citate nell'enciclopedia e per le quali è stato implementato correttamente il template Bio. Pagina aggiornata al 6 ago 2025. |

Questa è una lista di persone presenti nell'enciclopedia che hanno il nome Michael, suddivise per attività principale.

## Allenatori di football americano(5)
- Mike Holmgren, allenatore di football americano statunitense (San Francisco, n. 1948)
- Mike Macdonald, allenatore di football americano statunitense (Boston, n. 1987)
- Mike McDaniel, allenatore di football americano statunitense (Aurora, n. 1983)
- Mike Shanahan, allenatore di football americano statunitense (Oak Park, n. 1952)
- Mike Tomczak, allenatore di football americano e ex giocatore di football americano statunitense (Calumet City, n. 1962)

## Allenatori di hockey su ghiaccio(7)
- Mike Corrigan, allenatore di hockey su ghiaccio e ex hockeista su ghiaccio canadese (Ottawa, n. 1946)
- Mike Dunham, allenatore di hockey su ghiaccio e ex hockeista su ghiaccio statunitense (Johnson City, n. 1972)
- Mike Keenan, allenatore di hockey su ghiaccio e ex hockeista su ghiaccio canadese (Bowmanville, n. 1949)
- Mike Mastrullo, allenatore di hockey su ghiaccio e ex hockeista su ghiaccio statunitense (Billerica, n. 1957)
- Mike Rosati, allenatore di hockey su ghiaccio e ex hockeista su ghiaccio canadese (Toronto, n. 1968)
- Mike Santorelli, allenatore di hockey su ghiaccio e ex hockeista su ghiaccio canadese (Vancouver, n. 1985)
- Mike Souza, allenatore di hockey su ghiaccio e ex hockeista su ghiaccio statunitense (Wakefield, n. 1978)

## Allenatori di pallacanestro(15)
- Mike Budenholzer, allenatore di pallacanestro, dirigente sportivo e ex cestista statunitense (Holbrook, n. 1969)
- Mick Cronin, allenatore di pallacanestro statunitense (Cincinnati, n. 1971)
- Mike D'Antoni, allenatore di pallacanestro, dirigente sportivo e ex cestista statunitense (Mullens, n. 1951)
- Mike Dunlap, allenatore di pallacanestro statunitense (Fairbanks, n. 1957)
- Mike Fratello, allenatore di pallacanestro e commentatore televisivo statunitense (Hackensack, n. 1947)
- Michael Hicks, allenatore di pallacanestro e ex cestista panamense (Panama, n. 1976)
- Michael Huger, allenatore di pallacanestro e ex cestista statunitense (New York, n. 1970)
- Michael Malone, allenatore di pallacanestro statunitense (New York, n. 1971)
- Gregg Marshall, allenatore di pallacanestro statunitense (Greenwood, n. 1963)
- Mike Montgomery, allenatore di pallacanestro statunitense (Long Beach, n. 1947)
- Mike Perry, allenatore di pallacanestro statunitense (Kingston, n. 1939 - Fort Lauderdale, † 2002)
- Michael Ruffin, allenatore di pallacanestro e ex cestista statunitense (Denver, n. 1977)
- Mike Schuler, allenatore di pallacanestro statunitense (Portsmouth, n. 1940 - † 2022)
- Mike Taylor, allenatore di pallacanestro statunitense (Williamsport, n. 1972)
- Mike Woodson, allenatore di pallacanestro e ex cestista statunitense (Indianapolis, n. 1958)

## Allenatori di sci alpino(3)
- Michael Gufler, allenatore di sci alpino e ex sciatore alpino italiano (Merano, n. 1979)
- Michael Mair, allenatore di sci alpino e ex sciatore alpino italiano (Brunico, n. 1962)
- Michael Weyermann, allenatore di sci alpino e ex sciatore alpino svizzero (n. 1980)

## Allenatori di tennis(5)
- Michael Chang, allenatore di tennis e ex tennista statunitense (Hoboken, n. 1972)
- Michael Joyce, allenatore di tennis e ex tennista statunitense (Santa Monica, n. 1973)
- Michael Kohlmann, allenatore di tennis e ex tennista tedesco (Hagen, n. 1974)
- Michael Lammer, allenatore di tennis e ex tennista svizzero (Kilchberg, n. 1982)
- Michael Russell, allenatore di tennis e ex tennista statunitense (Detroit, n. 1978)

## Alpinisti(1)
- Michael Innerkofler, alpinista austro-ungarico (Sesto, n. 1848 - Monte Cristallo, † 1888)

## Altisti(2)
- Michael Mason, altista canadese (New Westminster, n. 1986)
- Michael F. Sweeney, altista statunitense

## Ambasciatori(1)
- Michael Corbin, ambasciatore e diplomatico statunitense (n. 1960)

## Ammiragli(5)
- Michael Boyce, ammiraglio britannico (Città del Capo, n. 1943 - † 2022)
- Michael Culme-Seymour, IV Baronetto, ammiraglio inglese (n. 1867 - † 1925)
- Michael M. Gilday, ammiraglio statunitense (Lowell, n. 1962)
- Michael Hodges, ammiraglio britannico (n. 1874 - † 1951)
- Michael Mullen, ammiraglio statunitense (Los Angeles, n. 1946)

## Animatori(5)
- Michael Cusack, animatore, doppiatore e sceneggiatore australiano (Dapto, n. 1990)
- Michael Jelenic, animatore, sceneggiatore e produttore televisivo statunitense (Los Angeles, n. 1977)
- Mike Judge, animatore, produttore televisivo e doppiatore statunitense (Guayaquil, n. 1962)
- John Kricfalusi, animatore e doppiatore canadese (Chicoutimi, n. 1955)
- Michael Lah, animatore e regista statunitense (Illinois, n. 1912 - Los Angeles, † 1995)

## Antropologi(1)
- Michael Harner, antropologo statunitense (Washington, n. 1929 - † 2018)

## Aracnologi(1)
- Michael Ilmari Saaristo, aracnologo e entomologo finlandese (Viipuri, n. 1938 - Turku, † 2008)

## Arbitri di calcio(6)
- Michael Fabbri, arbitro di calcio italiano (Faenza, n. 1983)
- Michael Hester, ex arbitro di calcio neozelandese (Sydney, n. 1972)
- Mike Dean, ex arbitro di calcio inglese (Wirral, n. 1968)
- Michael Oliver, arbitro di calcio britannico (Ashington, n. 1985)
- Mike Riley, ex arbitro di calcio inglese (Rotherham, n. 1964)
- Michael Weiner, ex arbitro di calcio tedesco (Ottenstein, n. 1969)

## Archeologi(3)
- Michael D. Coe, archeologo, antropologo e scrittore statunitense (New York, n. 1929 - New Haven, † 2019)
- Michael J. O'Kelly, archeologo irlandese (Abbeyfeale, n. 1915 - † 1982)
- Michael Ernest Smith, archeologo statunitense (n. 1953)

## Architetti(8)
- Michael Benard, architetto italiano
- Michael Gottlieb Bindesboll, architetto danese (Ledøje, n. 1800 - Frederiksberg, † 1856)
- Michael Graves, architetto statunitense (Indianapolis, n. 1934 - Princeton, † 2015)
- Michael Hopkins, architetto britannico (Poole, n. 1935 - † 2023)
- Mike Reynolds, architetto statunitense (Louisville)
- Michael Rotondi, architetto statunitense (Los Angeles, n. 1949)
- Michael Stapleton, architetto irlandese (Dublino, n. 1747 - Dublino, † 1801)
- Michael Ventris, architetto e linguista britannico (Londra, n. 1922 - Londra, † 1956)

## Arcivescovi cattolici(15)
- Michael Didi Adgum Mangoria, arcivescovo cattolico sudanese (Engoth, n. 1959)
- Michael August Blume, arcivescovo cattolico statunitense (South Bend, n. 1946)
- Michael Léopold Brigido, arcivescovo cattolico italiano (Trieste, n. 1742 - Trieste, † 1816)
- Michael Buchberger, arcivescovo cattolico tedesco (Jetzendorf, n. 1874 - Ratisbona, † 1961)
- Michael Jude Byrnes, arcivescovo cattolico statunitense (Detroit, n. 1958 - Detroit, † 2025)
- Michael Augustine Corrigan, arcivescovo cattolico statunitense (New York, n. 1839 - New York, † 1902)
- Michael Aidan Courtney, arcivescovo cattolico irlandese (Nenagh, n. 1945 - Bujumbura, † 2003)
- Michael Joseph Curley, arcivescovo cattolico irlandese (Athlone, n. 1879 - Washington, † 1947)
- Michael Gonzi, arcivescovo cattolico maltese (Birgu, n. 1885 - Pietà, † 1984)
- Michael Owen Jackels, arcivescovo cattolico statunitense (Rapid City, n. 1954)
- Michael Lenihan, arcivescovo cattolico irlandese (Abbeyfeale, n. 1951)
- Michael George McGovern, arcivescovo cattolico statunitense (Chicago, n. 1964)
- Michael Meier, arcivescovo cattolico tedesco (Wolfshausen, n. 1928 - Sankt Wendel, † 2022)
- Michael Mulhall, arcivescovo cattolico canadese (Peterborough, n. 1962)
- Michael Jarboe Sheehan, arcivescovo cattolico statunitense (Wichita, n. 1939 - Albuquerque, † 2023)

## Arrampicatori(1)
- Michael Piccolruaz, arrampicatore italiano (Bolzano, n. 1995)

## Artisti(5)
- Michael Asher, artista statunitense (Los Angeles, n. 1943 - Los Angeles, † 2012)
- Michael Heizer, artista statunitense (Berkeley, n. 1944)
- Michael Lin, artista taiwanese (Taipei, n. 1964)
- Michael Parkes, artista, pittore e illustratore statunitense (Sikeston, n. 1944)
- Michael Raedecker, artista olandese (Amsterdam, n. 1963)

## Artisti marziali misti(6)
- Michael Bisping, ex artista marziale misto e attore britannico (Nicosia, n. 1979)
- Michael Chandler, artista marziale misto statunitense (High Ridge, n. 1986)
- Michael Chiesa, artista marziale misto statunitense (Aurora, n. 1987)
- Michael Johnson, artista marziale misto statunitense (St. Louis, n. 1986)
- Michael McDonald, artista marziale misto statunitense (Modesto, n. 1991)
- Mike Pierce, artista marziale misto statunitense (Portland, n. 1980)

## Assassini seriali(1)
- Michael Gargiulo, serial killer statunitense (Glenview, n. 1976)

## Astisti(1)
- Mike Tully, ex astista statunitense (Long Beach, n. 1956)

## Astronauti(16)
- Michael Anderson, astronauta statunitense (Plattsburgh, n. 1959 - Texas, † 2003)
- Michael Baker, ex astronauta statunitense (Memphis, n. 1953)
- Michael Reed Barratt, astronauta e medico statunitense (Vancouver, n. 1959)
- Michael Bloomfield, ex astronauta statunitense (Flint, n. 1959)
- Michael Clifford, astronauta statunitense (San Bernardino, n. 1952 - † 2021)
- Michael Coats, ex astronauta e ingegnere statunitense (Sacramento, n. 1946)
- Michael Collins, astronauta statunitense (Roma, n. 1930 - Marco Island, † 2021)
- Michael Foreman, ex astronauta e ufficiale statunitense (Columbus, n. 1957)
- Michael Fossum, ex astronauta statunitense (Sioux Falls, n. 1957)
- Michael Landon Gernhardt, ex astronauta e ingegnere statunitense (Mansfield, n. 1956)
- Michael Good, ex astronauta statunitense (Parma, n. 1962)
- Michael López-Alegría, astronauta spagnolo (Madrid, n. 1958)
- Michael Massimino, ex astronauta e ingegnere statunitense (New York, n. 1962)
- Michael McCulley, ex astronauta e ingegnere statunitense (San Diego, n. 1943)
- Michael Hopkins, ex astronauta statunitense (Lebanon, n. 1968)
- Michael John Smith, astronauta statunitense (Beaufort, n. 1945 - Cape Canaveral, † 1986)

## Astronomi(20)
- Michael A'Hearn, astronomo statunitense (Wilmington, n. 1940 - Maryland, † 2017)
- Michael E. Brown, astronomo statunitense (Huntsville, n. 1965)
- Michael Philip Candy, astronomo britannico (Bath, n. 1928 - Perth, † 1994)
- Michael Clark, astronomo neozelandese (Gran Bretagna, n. 1942)
- Michael Collins, astronomo statunitense
- Michael J. Drinkwater, astronomo australiano
- Michael Geffert, astronomo tedesco (Bonn, n. 1953)
- Michael J. Irwin, astronomo britannico
- Michael L. Johnson, astronomo statunitense
- Michael Jäger, astronomo austriaco (Vienna, n. 1958)
- Michael König, astronomo tedesco
- Michael Florent van Langren, astronomo, cartografo e ingegnere olandese (Amsterdam, n. 1598 - Bruxelles, † 1675)
- Michael Maestlin, astronomo e matematico tedesco (Göppingen, n. 1550 - Tubinga, † 1631)
- Michael Mattiazzo, astronomo australiano (Adelaide)
- Michael Nassir, astronomo statunitense
- Michael C. Nolan, astronomo statunitense (n. 1963)
- Michael T. Read, astronomo statunitense (n. 1978)
- Michael Schwartz, astronomo statunitense (n. 1950)
- Michael Todd, astronomo australiano
- Michael E. Van Ness, astronomo statunitense (n. 1974)

## Atleti(2)
- Mike Gonzales, atleta e bobbista statunitense (n. 1964)
- Mike Sands, ex atleta bahamense (n. 1953)

## Attivisti(2)
- Michael Albert, attivista, editore e economista statunitense (New York, n. 1947)
- Mickey Devine, attivista britannico (Derry, n. 1954 - Long Kesh, † 1981)

## Attori pornografici(3)
- Mick Blue, attore pornografico austriaco (Graz, n. 1976)
- Michael Brandon, ex attore pornografico statunitense (Huntington Beach, n. 1965)
- Michael Stefano, attore pornografico e produttore cinematografico statunitense (n. 1969)

## Attori teatrali(1)
- Michael O'Haughey, attore teatrale e sopranista sudafricano (Pretoria, n. 1947)

## Attrici(2)
- Michael Learned, attrice statunitense (Washington, n. 1939)
- Michael Michele, attrice statunitense (Evansville, n. 1966)

## Autori di videogiochi(1)
- Michael Stemmle, autore di videogiochi e designer statunitense (n. 1967)

## Aviatori(2)
- Michael Adams, aviatore e astronauta statunitense (Sacramento, n. 1930 - † 1967)
- Mike Melvill, aviatore e astronauta sudafricano (Johannesburg, n. 1940)

## Avvocati(5)
- Michael Cohen, avvocato statunitense (Lawrence, n. 1966)
- Michael Dukakis, avvocato e politico statunitense (Brookline, n. 1933)
- Michael Hess, avvocato statunitense (Roscrea, n. 1952 - Washington, † 1995)
- Michael Siegel, avvocato tedesco (Arnstein, n. 1882 - Lima, † 1979)
- Michael Tsur, avvocato israeliano (Gerusalemme, n. 1963)

## Bassiste(1)
- Micki Steele, bassista, chitarrista e cantante statunitense (Pasadena, n. 1955)

## Bassisti(17)
- Michael Dempsey, bassista inglese (Salisbury, n. 1958)
- Mike Dirnt, bassista statunitense (Berkeley, n. 1972)
- Mike Duda, bassista statunitense (East Haven)
- Michael Henderson, bassista e cantante statunitense (Yazoo City, n. 1951 - Atlanta, † 2022)
- Michael LePond, bassista statunitense (Newark, n. 1966)
- Michael Madden, bassista statunitense (Austin, n. 1979)
- Michael Manring, bassista statunitense (Annapolis, n. 1960)
- Mike Mills, bassista e polistrumentista statunitense (contea di Orange, n. 1958)
- Mike Porcaro, bassista statunitense (Hartford, n. 1955 - Los Angeles, † 2015)
- Mike Rutherford, bassista, polistrumentista e compositore britannico (Guildford, n. 1950)
- Michael Sadler, bassista britannico (Penarth, n. 1954)
- Michael Anthony, bassista statunitense (Chicago, n. 1954)
- Michael Stolt, bassista svedese (Uppsala, n. 1961)
- Michael Todd, bassista statunitense (Kingston - New York, n. 1980)
- Mike Watt, bassista, cantante e compositore statunitense (Portsmouth, n. 1957)
- Mikey Way, bassista statunitense (Summit, n. 1980)
- Mikey Welsh, bassista statunitense (Syracuse, n. 1971 - Chicago, † 2011)

## Batteristi(19)
- Mick Avory, batterista britannico (East Molesey, n. 1944)
- Mike Baird, batterista statunitense (South Gate, n. 1951)
- Mike Browning, batterista e cantante statunitense (n. 1964)
- Michael Cartellone, batterista e artista statunitense (Cleveland, n. 1962)
- Michael Clarke, batterista statunitense (Spokane, n. 1946 - Treasure Island, † 1993)
- Mickey Curry, batterista statunitense (New Haven, n. 1956)
- Michael Ehré, batterista, chitarrista e bassista tedesco (Nordenham, n. 1971)
- Mick Fleetwood, batterista e attore britannico (Redruth, n. 1947)
- Michael Foster, batterista statunitense (Richmond, n. 1964)
- Mike Fuentes, batterista statunitense (San Diego, n. 1984)
- Michael Giles, batterista britannico (Bournemouth, n. 1942)
- Mickey Hart, batterista, percussionista e musicologo statunitense (Brooklyn, n. 1943)
- Michael Lee, batterista britannico (Darlington, n. 1969 - † 2008)
- Mike Mangini, batterista statunitense (Newton, n. 1963)
- Nicko McBrain, batterista britannico (Hackney, n. 1952)
- Mike Portnoy, batterista statunitense (Long Beach, n. 1967)
- Michael Shrieve, batterista, percussionista e compositore statunitense (San Francisco, n. 1949)
- Michael Urbano, batterista, programmatore e produttore discografico statunitense (Sacramento, n. 1960)
- Mike Wengren, batterista statunitense (n. 1971)

## Biatleti(2)
- Michael Greis, ex biatleta tedesco (Füssen, n. 1976)
- Michael Rösch, ex biatleta tedesco (Pirna, n. 1983)

## Bibliotecari(2)
- Michael Kempe, bibliotecario e storico tedesco (Flensburgo, n. 1966)
- Michael Lilienthal, bibliotecario e teologo tedesco (Liebstadt, n. 1686 - Königsberg, † 1750)

## Biblisti(1)
- Michael Goulder, biblista e presbitero britannico (n. 1927 - † 2010)

## Biochimici(4)
- Michael Behe, biochimico statunitense (Altoona, n. 1952)
- Michael Denton, biochimico australiano (n. 1943)
- Michael Marletta, biochimico statunitense (Rochester, n. 1951)
- Michael Swords, biochimico statunitense

## Biologi(3)
- Michael Stuart Brown, biologo e biochimico statunitense (New York, n. 1941)
- Michael Soulé, biologo statunitense (San Diego, n. 1936 - † 2020)
- Michael Vecchione, biologo statunitense

## Bobbisti(6)
- Michael Kuonen, bobbista svizzero (n. 1991)
- Michael Liekmeier, ex bobbista tedesco (n. 1970)
- Michael Pössinger, bobbista tedesco (Ettal, n. 1919 - Ettal, † 2003)
- Michael Trübner, ex bobbista tedesco
- Michael Vogt, bobbista svizzero (n. 1997)
- Michael Young, bobbista canadese (Port Credit, n. 1944)

## Botanici(3)
- Michael Gottlieb Agnethler, botanico e numismatico tedesco (Hermannstadt, n. 1719 - Helmstedt, † 1752)
- Michael Joseph François Scheidweiler, botanico belga (n. 1799 - † 1861)
- Michael Zohary, botanico israeliano (Bibrka, n. 1898 - † 1983)

## Cabarettisti(1)
- Michael Che, cabarettista, attore e sceneggiatore statunitense (Manhattan, n. 1983)

## Canoisti(1)
- Michael Senft, ex canoista tedesco (Bad Kreuznach, n. 1972)

## Canottieri(11)
- Michael Begley, canottiere statunitense (Dublino, n. 1872 - St. Louis, † 1938)
- Michael Brake, canottiere neozelandese (Auckland, n. 1994)
- Michael Dürsch, ex canottiere tedesco (n. 1957)
- Michael Forgeron, ex canottiere canadese (Main-à-Dieu, n. 1966)
- Michael Gier, ex canottiere svizzero (n. 1967)
- Michael Gleason, canottiere statunitense (Filadelfia, n. 1876 - Filadelfia, † 1923)
- Mike McKay, ex canottiere australiano (n. 1964)
- Michael Steinbach, ex canottiere tedesco (n. 1969)
- Michael Warriner, canottiere britannico (Chipping Norton, n. 1908 - Shipston-on-Stour, † 1986)
- Michael Wilkinson, canottiere canadese (North Vancouver, n. 1986)
- Michael Wolfgramm, ex canottiere tedesco (Schwerin, n. 1953)

## Cantanti(46)
- Meat Loaf, cantante e attore statunitense (Dallas, n. 1947 - Nashville, † 2022)
- Mike Patton, cantante, polistrumentista e compositore statunitense (Eureka, n. 1968)
- D'Angelo, cantante, polistrumentista e compositore statunitense (Richmond, n. 1974)
- Michael Ball, cantante e attore britannico (Bromsgrove, n. 1962)
- Michael Ben David, cantante e ballerino israeliano (Ascalona, n. 1996)
- Michael Bormann, cantante tedesco (n. 1966)
- Michael Bublé, cantante, attore e produttore discografico canadese (Burnaby, n. 1975)
- Michael Callen, cantante, pianista e scrittore statunitense (Rising Sun, n. 1955 - Los Angeles, † 1993)
- Michael Chapman, cantante, musicista e cantautore britannico (Hunslet, n. 1941 - † 2021)
- Mike Douglas, cantante e attore statunitense (Chicago, n. 1925 - Palm Beach Gardens, † 2006)
- Colton Dixon, cantante statunitense (Murfreesboro, n. 1991)
- Open Mike Eagle, cantante statunitense (n. 1980)
- Fat Mike, cantante e bassista statunitense (Newton, n. 1967)
- Michael Feinstein, cantante statunitense (Columbus, n. 1956)
- Mike Geier, cantante statunitense (Filadelfia, n. 1964)
- Mikey Graham, cantante irlandese (Raheny, n. 1972)
- Mickey Harte, cantante irlandese (Lifford, n. 1973)
- Michael von der Heide, cantante, musicista e attore svizzero (Amden, n. 1971)
- Mike Herrera, cantante statunitense (Bremerton, n. 1976)
- Michael Holm, cantante, compositore e paroliere tedesco (Stettino, n. 1943)
- Mick Hucknall, cantante britannico (Manchester, n. 1960)
- Michael Hutchence, cantante australiano (Sydney, n. 1960 - Sydney, † 1997)
- Jakko Jakszyk, cantante, chitarrista e attore britannico (Londra, n. 1958)
- Michael Kelly, cantante e compositore irlandese (Dublino, n. 1762 - Londra, † 1826)
- Michael Kiske, cantante tedesco (Amburgo, n. 1968)
- Michael Kiwanuka, cantante britannico (Muswell Hill, n. 1987)
- Mickie Krause, cantante tedesco (Wettringen, n. 1970)
- Mike Love, cantante, cantautore e paroliere statunitense (Los Angeles, n. 1941)
- Raine Maida, cantante e musicista canadese (Toronto, n. 1970)
- Michael Maniaci, cantante statunitense (Cincinnati, n. 1976)
- Michael Matijevic, cantante statunitense (Zagabria, n. 1964)
- Michael McCary, cantante, attore e personaggio televisivo statunitense (Filadelfia, n. 1971)
- Michael McDonald, cantante e tastierista statunitense (Saint Louis, n. 1952)
- Tony Orlando, cantante e produttore discografico statunitense (Manhattan, n. 1944)
- Michael Poulsen, cantante e chitarrista danese (Slagelse, n. 1975)
- Michael Regener, cantante e chitarrista tedesco (Berlino Est, n. 1965)
- Michael Rice, cantante britannico (Hartlepool, n. 1997)
- Michael Rose, cantante giamaicano (Kingston, n. 1957)
- Jimmy Roselli, cantante statunitense (Hoboken, n. 1925 - Clearwater Beach, † 2011)
- Michael Sembello, cantante, musicista e produttore discografico statunitense (Filadelfia, n. 1954)
- Michael W. Smith, cantante, compositore e chitarrista statunitense (Kenova, n. 1957)
- Michael Sweet, cantante, chitarrista e pianista statunitense (Whittier, n. 1963)
- Michael Teschl, cantante danese (Aarhus, n. 1971)
- Mike Vescera, cantante, paroliere e produttore discografico statunitense (Prospect, n. 1962)
- Narada Michael Walden, cantante, compositore e produttore discografico statunitense (Kalamazoo, n. 1952)
- Wanz, cantante statunitense (Seattle, n. 1961)

## Cantautori(17)
- Shakin' Stevens, cantautore gallese (Cardiff, n. 1948)
- Michael Bolton, cantautore statunitense (New Haven, n. 1953)
- Mike Doughty, cantautore e musicista statunitense (Fort Knox, n. 1970)
- Michael Franks, cantautore e musicista statunitense (La Jolla, n. 1944)
- Michael Gira, cantautore e polistrumentista statunitense (Los Angeles, n. 1954)
- Michale Graves, cantautore statunitense (Dumont, n. 1975)
- Perfume Genius, cantautore statunitense (Seattle, n. 1981)
- Mika, cantautore e showman libanese (Beirut, n. 1983)
- Michael Jackson, cantautore, ballerino e coreografo statunitense (Gary, n. 1958 - Los Angeles, † 2009)
- Mick Jagger, cantautore, musicista e attore britannico (Dartford, n. 1943)
- Michael Martin Murphey, cantautore statunitense (Dallas, n. 1945)
- Michael Penn, cantautore e compositore statunitense (New York, n. 1958)
- Mike Posner, cantautore e produttore discografico statunitense (Detroit, n. 1988)
- Trent Reznor, cantautore, polistrumentista e compositore statunitense (New Castle, n. 1965)
- Passenger, cantautore britannico (Brighton & Hove, n. 1984)
- Michael Schulte, cantautore tedesco (Eckernförde, n. 1990)
- Michael Shuman, cantautore e polistrumentista statunitense (Los Angeles, n. 1985)

## Cardinali(6)
- Michael Browne, cardinale e arcivescovo cattolico irlandese (Grangemockler, n. 1887 - Roma, † 1971)
- Michael Czerny, cardinale, arcivescovo cattolico e gesuita canadese (Brno, n. 1946)
- Michael von Faulhaber, cardinale e arcivescovo cattolico tedesco (Heidenfeld, n. 1869 - Monaco di Baviera, † 1952)
- Michael Louis Fitzgerald, cardinale e arcivescovo cattolico britannico (Walsall, n. 1937)
- Michael Michai Kitbunchu, cardinale e arcivescovo cattolico thailandese (Samphran, n. 1929)
- Michael Logue, cardinale e arcivescovo cattolico irlandese (Duringings, n. 1840 - Armagh, † 1924)

## Cardiochirurghi(1)
- Michael E. DeBakey, cardiochirurgo statunitense (Lake Charles, n. 1908 - Houston, † 2008)

## Cavalieri(1)
- Michael Jung, cavaliere tedesco (Bad Soden am Taunus, n. 1982)

## Cembalari(1)
- Michael Mietke, cembalaro tedesco

## Chimici(6)
- Michael J. S. Dewar, chimico indiano (Ahmednagar, n. 1918 - Gainesville, † 1997)
- Michael Grätzel, chimico tedesco (Dorfchemnitz, n. 1944)
- Michael Kasha, chimico statunitense (Elizabeth, n. 1920 - Tallahassee, † 2013)
- Michael Oppenheimer, chimico, astrofisico e climatologo statunitense (New York, n. 1946)
- Michael Smith, chimico inglese (Blackpool, n. 1932 - Vancouver, † 2000)
- M. Stanley Whittingham, chimico britannico (Nottingham, n. 1941)

## Chirurghi(1)
- Michael Woodruff, chirurgo inglese (Mill Hill, n. 1911 - Edimburgo, † 2001)

## Chitarristi(27)
- Michael Abdow, chitarrista statunitense (Springfield, n. 1976)
- Michael Amott, chitarrista svedese (Londra, n. 1969)
- Michael Angelo Batio, chitarrista statunitense (Chicago, n. 1956)
- Mike Bloomfield, chitarrista statunitense (Chicago, n. 1943 - San Francisco, † 1981)
- Mick Box, chitarrista britannico (Walthamstow, n. 1947)
- Michael Brook, chitarrista e compositore canadese (Toronto, n. 1951)
- Michael Bruce, chitarrista e tastierista statunitense (n. 1948)
- Würzel, chitarrista britannico (Cheltenham, n. 1949 - † 2011)
- Mike Campbell, chitarrista statunitense (Jacksonville, n. 1950)
- Michael Chapdelaine, chitarrista e insegnante statunitense (San Diego, n. 1956 - Denver, † 2023)
- Jack Endino, chitarrista e produttore discografico statunitense (Southbury, n. 1964)
- Michael Hedges, chitarrista statunitense (Sacramento, n. 1953 - Mendocino, † 1997)
- Mick Jones, chitarrista e cantante britannico (Clapham, n. 1955)
- Michael Karoli, chitarrista, violinista e compositore tedesco (Essen, n. 1948 - † 2001)
- Michael Landau, chitarrista statunitense (Los Angeles, n. 1958)
- Michael Lardie, chitarrista, tastierista e produttore discografico statunitense (Anchorage, n. 1958)
- Michael Laucke, chitarrista canadese (Montréal, n. 1947 - Montréal, † 2021)
- Mike McCready, chitarrista statunitense (Pensacola, n. 1966)
- Micky Moody, chitarrista inglese (Middlesbrough, n. 1950)
- Mike Ness, chitarrista, cantante e compositore statunitense (Lynn, n. 1962)
- Michael Romeo, chitarrista statunitense (New York, n. 1968)
- Mick Ronson, chitarrista britannico (Kingston upon Hull, n. 1946 - Londra, † 1993)
- Michael Schenker, chitarrista tedesco (Sarstedt, n. 1955)
- Michael Kelly Smith, chitarrista statunitense (Pennsylvania, n. 1958)
- Mike Sifringer, chitarrista tedesco (n. 1965)
- Mick Taylor, chitarrista britannico (Welwyn Garden City, n. 1949)
- Michael Weikath, chitarrista tedesco (Amburgo, n. 1962)

## Ciclisti(1)
- Michael Stevenson, ex ciclista svedese (Säffle, n. 1984)

## Ciclisti su strada(24)
- Michael Albasini, ex ciclista su strada svizzero (Mendrisio, n. 1980)
- Michael Barry, ex ciclista su strada canadese (Toronto, n. 1975)
- Michael Blaudzun, ex ciclista su strada e dirigente sportivo danese (Herning, n. 1973)
- Michael Boogerd, ex ciclista su strada olandese (L'Aia, n. 1972)
- Mike Carter, ex ciclista su strada, ciclocrossista e dirigente sportivo statunitense (Denver, n. 1963)
- Michael Gogl, ciclista su strada austriaco (Gmunden, n. 1993)
- Michael Goolaerts, ciclista su strada belga (Lier, n. 1994 - Lilla, † 2018)
- Mike Hall, ciclista su strada britannico (Harrogate, n. 1981 - Canberra, † 2017)
- Michael Hepburn, ciclista su strada e pistard australiano (Brisbane, n. 1991)
- Michael Kolář, ex ciclista su strada slovacco (Praga, n. 1992)
- Michael Kukrle, ciclista su strada ceco (Mohelnice, n. 1994)
- Michael Leonard, ciclista su strada e pistard canadese (Oakville, n. 2004)
- Michael Matthews, ciclista su strada australiano (Canberra, n. 1990)
- Michael Rich, ex ciclista su strada tedesco (Friburgo in Brisgovia, n. 1969)
- Michael Rogers, ex ciclista su strada e pistard australiano (Barhan, n. 1979)
- Michael Schär, ex ciclista su strada svizzero (Geuensee, n. 1986)
- Michael Schwarzmann, ciclista su strada tedesco (Kempten, n. 1991)
- Michael Storer, ciclista su strada australiano (Sydney, n. 1997)
- Michael Valgren, ciclista su strada danese (Østerild, n. 1992)
- Michael Van Staeyen, ex ciclista su strada belga (Gand, n. 1988)
- Michael Vink, ciclista su strada e pistard neozelandese (Christchurch, n. 1991)
- Michael Wilson, ex ciclista su strada e pistard australiano (Adelaide, n. 1960)
- Michael Woods, ciclista su strada e ex mezzofondista canadese (Ottawa, n. 1986)
- Michael Wright, ex ciclista su strada britannico (Bishop's Stortford, n. 1941)

## Ciclocrossisti(2)
- Michael Boroš, ciclocrossista e ciclista su strada ceco (Praga, n. 1992)
- Michael Vanthourenhout, ciclocrossista e ciclista su strada belga (Bruges, n. 1993)

## Climatologi(2)
- Mike Hulme, climatologo e geografo britannico (Londra, n. 1960)
- Michael E. Mann, climatologo e geofisico statunitense (Amherst, n. 1965)

## Combinatisti nordici(1)
- Michael Gruber, ex combinatista nordico austriaco (Schwarzach im Pongau, n. 1979)

## Comici(4)
- Michael Ian Black, comico, attore e sceneggiatore statunitense (Hillsborough, n. 1971)
- Michael McIntyre, comico, attore e conduttore televisivo britannico (Londra, n. 1976)
- Michael Mittermeier, comico e attore tedesco (Dorfen, n. 1966)
- Michael Showalter, comico, attore e sceneggiatore statunitense (Princeton, n. 1970)

## Compositori(39)
- Michael Altenburg, compositore e teologo tedesco (Alach, n. 1584 - Erfurt, † 1640)
- Michael Andrews, compositore, musicista e produttore discografico statunitense (San Diego, n. 1967)
- Michael William Balfe, compositore, baritono e direttore d'orchestra irlandese (Dublino, n. 1808 - Ware, † 1870)
- Michael Cavendish, compositore inglese († 1628)
- Michael Convertino, compositore e musicista statunitense (n. 1953)
- Michael Daugherty, compositore, pianista e docente statunitense (Cedar Rapids, n. 1954)
- Michael Finnissy, compositore e pianista inglese (Tulse Hill, n. 1946)
- Michael Galasso, compositore, violinista e direttore d'orchestra statunitense (Hammond, n. 1949 - Parigi, † 2009)
- Michael Garrett, compositore e pianista britannico (Leicestershire, n. 1944 - † 2023)
- Michael Giacchino, compositore statunitense (Riverside, n. 1967)
- Michael Gore, compositore statunitense (New York, n. 1951)
- Michael Gordon, compositore statunitense (Miami Beach, n. 1966)
- Mick Gordon, compositore e produttore discografico australiano (Mackay, n. 1985)
- Michael Haller, compositore e insegnante tedesco (Neusath, n. 1840 - Ratisbona, † 1915)
- Michael Hoenig, compositore e musicista tedesco (Amburgo, n. 1952)
- Michael Hoppé, compositore, produttore discografico e musicista inglese
- Michael R. Jackson, compositore, paroliere e librettista statunitense (Detroit, n. 1981)
- Michael Kamen, compositore, musicista e direttore d'orchestra statunitense (New York, n. 1948 - Londra, † 2003)
- Michael Kohler, compositore e produttore discografico statunitense
- Michael John LaChiusa, compositore, librettista e paroliere statunitense (Chautauqua, n. 1962)
- Michael Land, compositore statunitense (Boston, n. 1961)
- Michael A. Levine, compositore, produttore discografico e sceneggiatore statunitense (Tokyo, n. 1964)
- Michael Matthews, compositore e docente canadese (Gander, n. 1950)
- Michael Navarrus, compositore spagnolo (Pamplona - Pamplona, † 1627)
- Michael Nyman, compositore, pianista e musicologo inglese (Londra, n. 1944)
- Mike Oldfield, compositore e polistrumentista britannico (Reading, n. 1953)
- Owen Pallett, compositore, violinista e pianista canadese (Toronto, n. 1979)
- Michael Praetorius, compositore e teorico della musica tedesco (Creuzburg, n. 1571 - Wolfenbüttel, † 1621)
- Michael Price, compositore britannico
- Michael Riessler, compositore e clarinettista tedesco (Ulma, n. 1957)
- Michael Salvatori, compositore statunitense (n. 1954)
- Michael Small, compositore statunitense (New York, n. 1939 - New York, † 2003)
- Mike Stoller, compositore statunitense (n. 1933)
- Michael Suby, compositore e musicista statunitense
- Michael Tippett, compositore britannico (Londra, n. 1905 - Londra, † 1998)
- Michael Torke, compositore statunitense (Milwaukee, n. 1961)
- Michael Glenn Williams, compositore, pianista e ingegnere elettrotecnico statunitense (Lancaster, n. 1957)
- Michael Zager, compositore, arrangiatore e musicista statunitense (Passaic, n. 1943)
- Michael van der Aa, compositore olandese (Oss, n. 1970)

## Compositori di scacchi(1)
- Michael Keller, compositore di scacchi tedesco (Remscheid, n. 1949)

## Conduttori radiofonici(3)
- Michael Pergolani, conduttore radiofonico, scrittore e attore italiano (Lubecca, n. 1946)
- Michael Savage, conduttore radiofonico, scrittore e attivista statunitense (New York, n. 1942)
- James Whale, conduttore radiofonico, conduttore televisivo e scrittore britannico (Ewell, n. 1951 - † 2025)

## Conduttori televisivi(7)
- Michael Aspel, conduttore televisivo britannico (Battersea, n. 1933)
- Mike Bongiorno, conduttore televisivo, conduttore radiofonico e partigiano italiano (New York, n. 1924 - Monte Carlo, † 2009)
- Michael Parkinson, conduttore televisivo, conduttore radiofonico e giornalista britannico (Cudworth, n. 1935 - Bray, † 2023)
- Michael G. Richards, conduttore televisivo, produttore televisivo e personaggio televisivo statunitense (Burbank, n. 1975)
- Mike Rowe, conduttore televisivo statunitense (Baltimora, n. 1962)
- Michael Sundin, conduttore televisivo, attore e ballerino britannico (Low Fell, n. 1961 - Newcastle-upon-Tyne, † 1989)
- Terry Wogan, conduttore televisivo e conduttore radiofonico irlandese (Limerick, n. 1938 - Taplow, † 2016)

## Controtenori(1)
- Michael Chance, controtenore britannico (Penn, n. 1955)

## Coreografi(1)
- Michael Peters, coreografo e regista televisivo statunitense (Brooklyn, n. 1948 - Los Angeles, † 1994)

## Cosmologi(1)
- Michael Turner, cosmologo statunitense (Los Angeles, n. 1949)

## Costumisti(3)
- Michael Kaplan, costumista statunitense (Filadelfia)
- Michael O'Connor, costumista britannico (Londra, n. 1965)
- Michael Wilkinson, costumista australiano (Sydney, n. 1970)

## Crickettisti(2)
- Michael Clarke, crickettista australiano (Liverpool, n. 1981)
- Colin Cowdrey, crickettista inglese (Ootacamund, n. 1932 - Littlehampton, † 2000)

## Criminali(5)
- Christopher Coke, criminale giamaicano (Kingston, n. 1969)
- Michael H. Kenyon, criminale statunitense (Elgin, n. 1944)
- Michael O'Laughlen, criminale statunitense (Baltimora, n. 1840 - Fort Jefferson, † 1867)
- Michael Townley, criminale, collaboratore di giustizia e ex agente segreto statunitense (Waterloo, n. 1942)
- Michael Tyrrell, criminale antiguo-barbudano (n. 1946 - † 2013)

## Critici d'arte(1)
- Michael Fried, critico d'arte e storico dell'arte statunitense (New York, n. 1939)

## Critici letterari(1)
- Michael Wood, critico letterario e saggista inglese (Lincoln, n. 1936)

## Critici teatrali(1)
- Michael Billington, critico teatrale e biografo britannico (Leamington Spa, n. 1939)

## Culturisti(2)
- Mike Mentzer, culturista statunitense (Ephrata, n. 1951 - Los Angeles, † 2001)
- Mike O'Hearn, culturista, attore e modello statunitense (Seattle, n. 1969)

## Danzatori(8)
- Michael Clark, ballerino e coreografo britannico (Aberdeen, n. 1962)
- Michael Coleman, ballerino britannico (Southend-on-Sea, n. 1940)
- Michael Flatley, ballerino statunitense (Chicago, n. 1958)
- Michael Maule, ballerino e insegnante statunitense (Durban, n. 1921 - † 2017)
- Michael Puleo, ballerino statunitense (n. 1960)
- Michael Silas, ballerino statunitense (Germania, n. 1983)
- Michael Smuin, ballerino, coreografo e direttore teatrale statunitense (Missoula, n. 1938 - San Francisco, † 2007)
- Michael Somes, ballerino inglese (Horsley, n. 1917 - Londra, † 1994)

## Danzatori su ghiaccio(2)
- Michael Phillips, danzatore su ghiaccio britannico († 2016)
- Michael Seibert, ex danzatore su ghiaccio statunitense (Pittsburgh, n. 1960)

## Designer(3)
- Michael Bierut, designer statunitense (Cleveland, n. 1957)
- Mike Pondsmith, designer statunitense
- Mike Robinson, designer statunitense (Whittier, n. 1956)

## Diplomatici(4)
- Michael Blanch, diplomatico e politico britannico (n. 1947)
- Michael Herbert, diplomatico inglese (Wilton, n. 1857 - Davos, † 1903)
- Michael Linhart, diplomatico e politico austriaco (Ankara, n. 1958)
- Michael Llewellyn-Smith, diplomatico e storico britannico (n. 1939)

## Direttori artistici(1)
- Sister Roma, direttore artistico statunitense (Michigan, n. 1962)

## Direttori d'orchestra(8)
- Michael Christie, direttore d'orchestra statunitense (Buffalo, n. 1974)
- Michael Francis, direttore d'orchestra britannico (n. 1976)
- Michael Gielen, direttore d'orchestra e compositore austriaco (Dresda, n. 1927 - Mondsee, † 2019)
- Michael Güttler, direttore d'orchestra tedesco (Steinheidel, n. 1966)
- Michael Hofstetter, direttore d'orchestra tedesco (Monaco di Baviera, n. 1961)
- Michael Morgan, direttore d'orchestra e direttore artistico statunitense (Washington, n. 1957 - Oakland, † 2021)
- Michael Schønwandt, direttore d'orchestra danese (Frederiksberg, n. 1953)
- Michael Tilson Thomas, direttore d'orchestra, pianista e compositore statunitense (Los Angeles, n. 1944)

## Direttori della fotografia(6)
- Michael Ballhaus, direttore della fotografia tedesco (Berlino, n. 1935 - Berlino, † 2017)
- Michael Chapman, direttore della fotografia, regista e sceneggiatore statunitense (New York, n. 1935 - Los Angeles, † 2020)
- Michael Coulter, direttore della fotografia britannico (Glasgow, n. 1952)
- Michael Gornick, direttore della fotografia, regista e attore statunitense (n. 1950)
- Michael Seresin, direttore della fotografia neozelandese (Wellington, n. 1942)
- Michael W. Watkins, direttore della fotografia e produttore televisivo statunitense

## Dirigenti d'azienda(8)
- Michael Bolingbroke, dirigente d'azienda e dirigente sportivo britannico (Londra, n. 1965)
- Michael Eisner, dirigente d'azienda, imprenditore e dirigente sportivo statunitense (Mount Kisco, n. 1942)
- Michael Manley, dirigente d'azienda britannico (Edenbridge, n. 1964)
- Michael O'Leary, manager irlandese (Mullingar, n. 1961)
- Michael Ouweleen, dirigente d'azienda e sceneggiatore statunitense (n. 1967)
- Mike Rinder, dirigente d'azienda australiano (Adelaide, n. 1955 - Palm Harbor, † 2025)
- Michael Thamm, dirigente d'azienda tedesco (Dresda, n. 1963)
- Michael Wynne, manager statunitense (Clearwater, n. 1944)

## Dirigenti sportivi(12)
- Mike Brown, dirigente sportivo statunitense (Massillon, n. 1935)
- Mike Burns, dirigente sportivo e ex calciatore statunitense (Marlborough, n. 1970)
- Mike Davies, dirigente sportivo e tennista britannico (Swansea, n. 1936 - Sarasota, † 2015)
- Mike Dunleavy, dirigente sportivo e ex cestista statunitense (Fort Worth, n. 1980)
- Michael Emenalo, dirigente sportivo e ex calciatore nigeriano (Aba, n. 1965)
- Michael Futa, dirigente sportivo, ex hockeista su ghiaccio e allenatore di hockey su ghiaccio canadese (Toronto, n. 1967)
- Michael Masi, dirigente sportivo australiano (Sydney, n. 1978)
- Michael Mutzel, dirigente sportivo, allenatore di calcio e ex calciatore tedesco (Memmingen, n. 1979)
- Michael Preetz, dirigente sportivo e ex calciatore tedesco (Düsseldorf, n. 1967)
- Michael Walchhofer, dirigente sportivo e ex sciatore alpino austriaco (Radstadt, n. 1975)
- Mike Whitlow, dirigente sportivo e ex calciatore inglese (Northwich, n. 1968)
- Michael Zeyer, dirigente sportivo e ex calciatore tedesco (Neresheim, n. 1968)

## Disc jockey(6)
- Michael Calfan, disc jockey francese (Parigi, n. 1990)
- Mike Candys, disc jockey svizzero (Opfikon, n. 1971)
- Mr. Collipark, disc jockey e beatmaker statunitense (Orlando, n. 1957)
- Michael Gray, disc jockey britannico (Croydon, n. 1966)
- Mix Master Mike, disc jockey statunitense (San Francisco, n. 1970)
- Michael Simon, disc jockey e produttore discografico tedesco (Amburgo, n. 1972)

## Discoboli(2)
- Mike Buncic, ex discobolo statunitense (Paterson, n. 1962)
- Michael Möllenbeck, discobolo tedesco (Wesel, n. 1969 - Wesel, † 2022)

## Doppiatori(5)
- Michael Bell, doppiatore, attore e direttore del doppiaggio statunitense (New York, n. 1938)
- Michael Gough, doppiatore statunitense (San Jose, n. 1956)
- Mike Henry, doppiatore, scrittore e produttore cinematografico statunitense (Pontiac, n. 1965)
- Michael Lindsay, doppiatore statunitense (Washington, n. 1963 - Laurel, † 2019)
- Michael McConnohie, doppiatore, attore e scrittore statunitense (Mansfield, n. 1951)

## Drammaturghi(5)
- Mike Bartlett, drammaturgo, sceneggiatore e produttore televisivo britannico (Oxford, n. 1980)
- Michael Cristofer, drammaturgo, sceneggiatore e regista statunitense (Trenton, n. 1945)
- Michael Goldenberg, drammaturgo, sceneggiatore e regista statunitense (New York, n. 1965)
- Michael Morton, commediografo inglese (Londra, n. 1864 - Londra, † 1931)
- Michael Stewart, commediografo e librettista statunitense (New York, n. 1924 - New York, † 1987)

## Ebanisti(1)
- Michael Thonet, ebanista austro-ungarico (Boppard, n. 1796 - Vienna, † 1871)

## Economisti(6)
- Michael Hudson, economista statunitense (Minneapolis, n. 1939)
- Michael Kremer, economista statunitense (New York, n. 1964)
- Michael Lipton, economista e compositore di scacchi inglese (Londra, n. 1937 - † 2023)
- Michael Mainelli, economista britannico (Seattle, n. 1958)
- Michael Porter, economista statunitense (Ann Arbor, n. 1947)
- Michael Spence, economista statunitense (Montclair, n. 1943)

## Esploratori(2)
- Mike Horn, esploratore e copilota di rally sudafricano (Johannesburg, n. 1966)
- Michael Rockefeller, esploratore, antropologo e collezionista d'arte statunitense (New York, n. 1938 - Nuova Guinea Occidentale, † 1961)

## Farmacologi(1)
- Michael Joseph Rossbach, farmacologo tedesco (Würzburg, n. 1842 - Monaco di Baviera, † 1894)

## Filantropi(2)
- Michael Bass, I barone Burton, filantropo e politico inglese (Burton, n. 1837 - Londra, † 1909)
- Michael LeMoyne Kennedy, filantropo statunitense (Washington, n. 1958 - Aspen, † 1997)

## Filologi(1)
- Michael Huber, filologo, storico della letteratura e scrittore tedesco (Loitersdorf, n. 1727 - Lipsia, † 1804)

## Filosofi(10)
- Michael Bordt, filosofo tedesco (Amburgo, n. 1960)
- Michael Bratman, filosofo e docente statunitense (n. 1945)
- Michael Dummett, filosofo inglese (Londra, n. 1925 - Oxford, † 2011)
- Michael Hardt, filosofo statunitense (Rockville, Maryland, n. 1960)
- Michael Hollingshead, filosofo britannico (Inghilterra)
- Michael Novak, filosofo, giornalista e scrittore statunitense (Johnstown, n. 1933 - Washington, † 2017)
- Michael Polanyi, filosofo, economista e chimico ungherese (Budapest, n. 1891 - Northampton, † 1976)
- Michael Ruse, filosofo britannico (Birmingham, n. 1940 - † 2024)
- Michael Sandel, filosofo statunitense (Minneapolis, n. 1953)
- Michael Walzer, filosofo statunitense (New York, n. 1935)

## Fisici(7)
- Michael Berry, fisico e matematico britannico (Surrey, n. 1941)
- Michael Cates, fisico britannico (Bristol, n. 1961)
- Michael Faraday, fisico, chimico e divulgatore scientifico britannico (Southwark, n. 1791 - Hampton Court, † 1867)
- Michael E. Fisher, fisico britannico (Fyzabad, n. 1931 - † 2021)
- Michael Green, fisico britannico (Londra, n. 1946)
- Michael Douglas Griffin, fisico e ingegnere statunitense (Aberdeen, n. 1949)
- Michael Woolfson, fisico e saggista britannico (Glasgow, n. 1927 - † 2019)

## Fotografi(3)
- Michael Freeman, fotografo e giornalista britannico (n. 1945)
- Allan Warren, fotografo, scrittore e attore britannico (Londra, n. 1948)
- Michael Wolf, fotografo tedesco (Monaco di Baviera, n. 1954 - Cheung Chau, † 2019)

## Fumettisti(8)
- Mike Allred, fumettista statunitense
- Michael Golden, fumettista statunitense (n. 1955)
- Michael William Kaluta, fumettista statunitense (n. 1947)
- Michael Manning, fumettista, illustratore e animatore statunitense (New York, n. 1963)
- Maicol & Mirco, fumettista e disegnatore italiano (San Benedetto del Tronto, n. 1978)
- Mike Royer, fumettista statunitense (Lebanon, n. 1941)
- Michael Turner, fumettista statunitense (Crossville, n. 1971 - Santa Monica, † 2008)
- Mike Wieringo, fumettista statunitense (Vicenza, n. 1963 - Durham, † 2007)

## Funzionari(2)
- Mick Paynter, funzionario, sindacalista e scrittore britannico (Redruth, n. 1948)
- Michael Regan, funzionario e politico statunitense (Goldsboro, n. 1976)

## Generali(5)
- Michael Fitzalan-Howard, generale britannico (n. 1916 - † 2007)
- Michael W. Hagee, generale statunitense (Hampton, n. 1944)
- Michael Hobbs, generale britannico (n. 1937)
- Michael von Kienmayer, generale austriaco (Vienna, n. 1755 - Vienna, † 1828)
- Michael von Melas, generale austriaco (Radeln, n. 1729 - Elbeteiniz, † 1806)

## Genetisti(4)
- Michael Lynch, genetista statunitense (Auburn, n. 1951)
- Michael Majerus, genetista e entomologo britannico (Londra, n. 1954 - Coton, † 2009)
- Michael Rosbash, genetista statunitense (Brooklyn, n. 1944)
- Michael Warren Young, genetista e biologo statunitense (Miami, n. 1949)

## Giavellottisti(2)
- Mick Hill, ex giavellottista britannico (n. 1964)
- Michael Wessing, giavellottista tedesco (Recklinghausen, n. 1952 - Osnabrück, † 2019)

## Ginnasti(3)
- Michael Lang, ginnasta e multiplista statunitense (n. 1875 - Los Angeles, † 1962)
- Michael Nikolay, ex ginnasta tedesco (Berlino Est, n. 1956)
- Michael Reusch, ginnasta svizzero (n. 1914 - Rothrist, † 1989)

## Giocatori di baseball(21)
- Mike Baxter, ex giocatore di baseball statunitense (New York, n. 1984)
- Michael Brantley, giocatore di baseball statunitense (Bellevue, n. 1987)
- Michael Chavis, giocatore di baseball statunitense (Atlanta, n. 1995)
- Michael Conforto, giocatore di baseball statunitense (Seattle, n. 1993)
- Mike Ekstrom, ex giocatore di baseball statunitense (Portland, n. 1983)
- Mike Fiers, giocatore di baseball statunitense (Hollywood, n. 1985)
- Mike Foltynewicz, giocatore di baseball statunitense (Sterling, n. 1991)
- Michael Fulmer, giocatore di baseball statunitense (Oklahoma City, n. 1993)
- King Kelly, giocatore di baseball e allenatore di baseball statunitense (Troy, n. 1857 - Boston, † 1894)
- Michael King, giocatore di baseball statunitense (Rochester, n. 1995)
- Mike Leake, giocatore di baseball statunitense (San Diego, n. 1987)
- Mike Moustakas, giocatore di baseball statunitense (Los Angeles, n. 1988)
- Mike Mussina, ex giocatore di baseball statunitense (Williamsport, n. 1968)
- Mike Napoli, ex giocatore di baseball statunitense (Hollywood, n. 1981)
- Mike Piazza, giocatore di baseball, allenatore di baseball e dirigente sportivo statunitense (Norristown, n. 1968)
- Doc Powers, giocatore di baseball statunitense (Pittsfield, n. 1870 - Filadelfia, † 1909)
- Mike Romano, ex giocatore di baseball e allenatore di baseball statunitense (Swindon, n. 1953)
- Mike Schmidt, ex giocatore di baseball statunitense (Dayton, n. 1949)
- Mike Scioscia, ex giocatore di baseball e allenatore di baseball statunitense (Upper Darby, n. 1958)
- Mike Trout, giocatore di baseball statunitense (Vineland, n. 1991)
- Mike Zunino, giocatore di baseball statunitense (Cape Coral, n. 1991)

## Giocatori di curling(3)
- Mike Adam, giocatore di curling canadese (Labrador City, n. 1981)
- Mike Harris, giocatore di curling canadese (Georgetown, n. 1967)
- Mike Strum, giocatore di curling statunitense (n. 1963)

## Giocatori di freccette(2)
- Michael van Gerwen, giocatore di freccette olandese (Boxtel, n. 1989)
- Michael Smith, giocatore di freccette inglese (St Helens, n. 1990)

## Giocatori di poker(5)
- Michael Martin, giocatore di poker statunitense (Merrick)
- Mike Matusow, giocatore di poker statunitense (Los Angeles, n. 1968)
- Michael McDonald, giocatore di poker canadese (Waterloo, n. 1989)
- Michael Mizrachi, giocatore di poker statunitense (Miami, n. 1981)
- Mike Sexton, giocatore di poker statunitense (Shelby, n. 1947 - Las Vegas, † 2020)

## Giocatori di snooker(3)
- Michael Georgiou, giocatore di snooker inglese (Forest Hill, n. 1988)
- Michael Holt, giocatore di snooker inglese (Nottingham, n. 1978)
- Michael White, giocatore di snooker gallese (Neath, n. 1991)

## Giornalisti(13)
- Michael Ausiello, giornalista e attore statunitense (New Jersey, n. 1972)
- Max Cantor, giornalista e attore statunitense (n. 1959 - New York, † 1991)
- Misha Glenny, giornalista, scrittore e conduttore radiofonico britannico (Londra, n. 1958)
- Michael Gove, giornalista e politico britannico (Aberdeen, n. 1967)
- Michael Hastings, giornalista e scrittore statunitense (Burlington, n. 1980 - Los Angeles, † 2013)
- Michael Herr, giornalista e sceneggiatore statunitense (Syracuse, n. 1940 - New York, † 2016)
- Michael Kimmelman, giornalista, scrittore e critico d'arte statunitense (New York, n. 1958)
- Michael Morris Killanin, giornalista, militare e dirigente sportivo irlandese (Londra, n. 1914 - Dublino, † 1999)
- Michael Pollan, giornalista e saggista statunitense (Long Island, n. 1955)
- Michael Sharland, giornalista, fotografo e ornitologo australiano (n. 1899 - † 1987)
- Mike Tenay, commentatore televisivo statunitense (Los Angeles, n. 1955)
- Michael Wallis, giornalista, scrittore e doppiatore statunitense (St. Louis, n. 1945)
- Michael Wolff, giornalista, scrittore e saggista statunitense (Paterson, n. 1953)

## Giuristi(3)
- Michael Heinrich Gribner, giurista tedesco (Lipsia, n. 1682 - Lipsia, † 1734)
- Michael Hardie Boys, giurista e politico neozelandese (Wellington, n. 1931 - Waikanae, † 2023)
- Michael Mukasey, giurista statunitense (New York, n. 1941)

## Goisti(1)
- Michael Redmond, giocatore di go statunitense (Santa Barbara, n. 1963)

## Golfisti(1)
- Mike Weir, golfista canadese (Sarnia, n. 1970)

## Graffiti writer(2)
- Phase 2, writer statunitense (New York, n. 1955 - New York, † 2019)
- Tracy 168, writer statunitense (New York, n. 1958 - † 2023)

## Guerriglieri(1)
- Michael Nothdurfter, guerrigliero italiano (Bolzano, n. 1961 - La Paz, † 1990)

## Hacker(1)
- Mafiaboy, hacker canadese (n. 1986)

## Hockeisti su ghiaccio(42)
- Mike Angelidis, ex hockeista su ghiaccio canadese (Woodbridge, n. 1985)
- Mike Blunden, ex hockeista su ghiaccio canadese (Toronto, n. 1986)
- Mike Bossy, hockeista su ghiaccio canadese (Montréal, n. 1957 - Montréal, † 2022)
- Michael Cammalleri, ex hockeista su ghiaccio canadese (Richmond Hill, n. 1982)
- Mike Commodore, ex hockeista su ghiaccio canadese (Fort Saskatchewan, n. 1979)
- Mike Comrie, ex hockeista su ghiaccio canadese (Edmonton, n. 1980)
- Mike Curran, ex hockeista su ghiaccio statunitense (International Falls, n. 1944)
- Michael De Angelis, ex hockeista su ghiaccio canadese (Hope, n. 1966)
- Michael Del Zotto, hockeista su ghiaccio canadese (Stouffville, n. 1990)
- Mike Di Stefano, ex hockeista su ghiaccio canadese (Burnaby, n. 1984)
- Mike Eruzione, ex hockeista su ghiaccio statunitense (Winthrop, n. 1954)
- Michael Felderer, hockeista su ghiaccio italiano (Bolzano, n. 1991)
- Michael Flückiger, ex hockeista su ghiaccio svizzero (Langnau im Emmental, n. 1984)
- Michael Fora, hockeista su ghiaccio svizzero (Giubiasco, n. 1995)
- Michael Frolík, hockeista su ghiaccio ceco (Kladno, n. 1988)
- Mike Green, hockeista su ghiaccio canadese (Calgary, n. 1985)
- Mike Grier, ex hockeista su ghiaccio statunitense (Detroit, n. 1975)
- Michael Henrich, ex hockeista su ghiaccio canadese (Thornhill, n. 1980)
- Michael Jacobsen, ex hockeista su ghiaccio canadese (Kakabeka Falls, n. 1981)
- Mike Knuble, ex hockeista su ghiaccio canadese (Toronto, n. 1972)
- Mike Laughton, ex hockeista su ghiaccio canadese (Nelson, n. 1944)
- Mike Matheson, hockeista su ghiaccio canadese (Pointe-Claire, n. 1994)
- Michael Mazzacane, hockeista su ghiaccio italiano (Varese, n. 1988)
- Gerry Melnyk, hockeista su ghiaccio e dirigente sportivo canadese (Edmonton, n. 1934 - Edmonton, † 2001)
- Michael Messner, ex hockeista su ghiaccio italiano (Vipiteno, n. 1994)
- Mike Modano, ex hockeista su ghiaccio statunitense (Livonia, n. 1970)
- Michael Nylander, ex hockeista su ghiaccio e allenatore di hockey su ghiaccio svedese (Stoccolma, n. 1972)
- Michael Peca, ex hockeista su ghiaccio canadese (Toronto, n. 1974)
- Mike Pelyk, ex hockeista su ghiaccio canadese (Toronto, n. 1947)
- Mike Ramsey, ex hockeista su ghiaccio statunitense (Minneapolis, n. 1960)
- Mike Ribeiro, hockeista su ghiaccio canadese (Le Plateau-Mont-Royal, n. 1980)
- Mike Richards, hockeista su ghiaccio canadese (Kenora, n. 1985)
- Mike Richter, ex hockeista su ghiaccio statunitense (Abington, n. 1966)
- Michael Rupp, ex hockeista su ghiaccio statunitense (Cleveland, n. 1980)
- Michael Ryder, hockeista su ghiaccio canadese (Bonavista, n. 1980)
- Michael Smidt, ex hockeista su ghiaccio danese (Aalborg, n. 1979)
- Michael Stocker, ex hockeista su ghiaccio italiano (n. 1979)
- Mike Sullivan, ex hockeista su ghiaccio canadese (Toronto, n. 1992)
- Michael Sullmann, hockeista su ghiaccio italiano (Bolzano, n. 1993)
- Michael Tobler, ex hockeista su ghiaccio svizzero (Zurigo, n. 1985)
- Mike York, ex hockeista su ghiaccio statunitense (Waterford, n. 1978)
- Michael Špaček, hockeista su ghiaccio ceco (Mariánské Lázně, n. 1997)

## Hockeisti su prato(2)
- Michael Krause, hockeista su prato tedesco (Magdeburgo, n. 1946 - Magdeburgo, † 2024)
- Michael Rocque, hockeista su prato indiano (n. 1899 - Jabalpur, † 1965)

## Imprenditori(15)
- Mike Adenuga, imprenditore nigeriano (Ibadan, n. 1953)
- Michael Bloomberg, imprenditore, politico e filantropo statunitense (Boston, n. 1942)
- Michael Dell, imprenditore statunitense (Houston, n. 1965)
- Jim Delligatti, imprenditore statunitense (Uniontown, n. 1918 - Fox Chapel, † 2016)
- Michael Duke, imprenditore statunitense (n. 1949)
- Michael Herz, imprenditore tedesco (n. 1943)
- Michael Jeffery, imprenditore britannico (Londra, n. 1933 - Nantes, † 1973)
- Michael Jordan, imprenditore, ex cestista e ex giocatore di baseball statunitense (New York, n. 1963)
- Michael Lang, imprenditore statunitense (New York, n. 1944 - New York, † 2022)
- Mike Lindell, imprenditore statunitense (Mankato, n. 1961)
- Michael Lippman, imprenditore e avvocato statunitense
- Mike Lynch, imprenditore britannico (Londra, n. 1965 - Mar Tirreno, † 2024)
- Michael Morhaime, imprenditore e informatico statunitense (n. 1967)
- Michael Moritz, imprenditore statunitense (Cardiff, n. 1954)
- Michael Thevis, imprenditore e criminale statunitense (Raleigh, n. 1932 - Bayport, † 2013)

## Incisori(2)
- Michael Burghers, incisore e disegnatore olandese (Utrecht, n. 1640 - † 1733)
- Michael Wening, incisore tedesco (Norimberga, n. 1645 - Monaco di Baviera, † 1718)

## Indologi(1)
- Michael Witzel, indologo tedesco (Schwiebus, n. 1943)

## Informatici(6)
- Michael Abrash, programmatore statunitense (n. 1957)
- Michael Hart, informatico, scrittore e attivista statunitense (Tacoma, n. 1947 - Urbana, † 2011)
- Michael Kohlhase, informatico e matematico tedesco (Erlangen, n. 1964)
- Michael Rabin, informatico israeliano (Breslavia, n. 1931)
- Michael Scott, informatico e imprenditore statunitense (n. 1945)
- Michael Spindler, informatico tedesco (Berlino, n. 1942 - † 2017)

## Ingegneri(4)
- Michael J. Flynn, ingegnere e informatico statunitense (New York City, n. 1934)
- Mike Gascoyne, ingegnere britannico (Norwich, n. 1963)
- Michael Hammer, ingegnere statunitense (Annapolis, n. 1948 - Boston, † 2008)
- Michael Mauer, ingegnere e progettista tedesco (Rotenburg an der Fulda, n. 1962)

## Insegnanti(1)
- Michael Lecker, docente israeliano (n. 1951)

## Inventori(2)
- Michael Kiesling, inventore e autore di giochi tedesco (Brema, n. 1957)
- Michael Sladek, inventore e medico tedesco (Murrhardt, n. 1946 - Schönau im Schwarzwald, † 2024)

## Ittiologi(1)
- Michael Barton, ittiologo statunitense (Los Angeles, n. 1949)

## Judoka(1)
- Michael Jurack, ex judoka tedesco (Straubing, n. 1979)

## Latinisti(1)
- Michael von Albrecht, latinista, filologo classico e traduttore tedesco (Stoccarda, n. 1933)

## Linguisti(2)
- Michael Halliday, linguista inglese (Leeds, n. 1925 - Sydney, † 2018)
- Michael Riffaterre, linguista, filologo e semiologo francese (Bourganeuf, n. 1924 - New York, † 2006)

## Lunghisti(1)
- Mike Powell, ex lunghista statunitense (Filadelfia, n. 1963)

## Mafiosi(6)
- Michael Coppola, mafioso statunitense (New York, n. 1900 - Boston, † 1966)
- Michael DiLeonardo, mafioso statunitense (New York, n. 1955)
- Michael Franzese, mafioso statunitense (Brooklyn, n. 1951)
- Michael Mancuso, mafioso statunitense (New York, n. 1955)
- Michael Spillane, mafioso statunitense (Hell's Kitchen, n. 1933 - Woodside, † 1977)
- Michael Spilotro, mafioso statunitense (Chicago, n. 1944 - Bensenville, † 1986)

## Magistrati(1)
- Michael Derrer, giudice e sociologo svizzero (Möhlin, n. 1967)

## Maratoneti(6)
- Michael Githae, maratoneta keniota (n. 1994)
- Michael Molloy, maratoneta irlandese (Oughterard, n. 1938 - Oughterard, † 2023)
- Michael Mukoma, ex maratoneta keniota (n. 1964)
- Michael Musyoki, ex maratoneta e mezzofondista keniota (n. 1956)
- Mike Ryan, ex maratoneta neozelandese (Bannockburn, n. 1941)
- Mike Spring, maratoneta statunitense (Brooklyn, n. 1879 - St. Louis, † 1970)

## Matematici(7)
- Michael Artin, matematico statunitense (Amburgo, n. 1934)
- Michael Aschbacher, matematico statunitense (n. 1944)
- Michael Atiyah, matematico britannico (Londra, n. 1929 - Edimburgo, † 2019)
- Michael Freedman, matematico statunitense (Los Angeles, n. 1951)
- Michael Minovitch, matematico statunitense (n. 1936 - † 2022)
- Michael Spivak, matematico statunitense (New York, n. 1940 - Houston, † 2020)
- Michael Stifel, matematico tedesco (Esslingen am Neckar, n. 1487 - Jena, † 1567)

## Medici(6)
- Michael Anton Biermer, medico tedesco (Bamberga, n. 1827 - Schöneberg, † 1892)
- Michael Ettmüller, medico tedesco (Lipsia, n. 1644 - Lipsia, † 1683)
- Michael Greger, medico e divulgatore scientifico statunitense (Miami, n. 1972)
- Michael Maier, medico, alchimista e musicista tedesco (Rendsburg, n. 1568 - Magdeburgo, † 1622)
- Michael Underwood, medico britannico (Surrey, n. 1737 - Knightsbridge, † 1820)
- Michael Bernhard Valentini, medico tedesco (Giessen, n. 1657 - Giessen, † 1729)

## Mezzofondisti(11)
- Mike Baxter, ex mezzofondista e allenatore di atletica leggera britannico (Leeds, n. 1945)
- Mike Boit, ex mezzofondista keniota (Eldoret, n. 1949)
- Mike Devaney, mezzofondista statunitense (Belleville, n. 1891 - Belleville, † 1967)
- Michael Hillardt, ex mezzofondista australiano (n. 1961)
- Michael Kipyego, ex mezzofondista, siepista e maratoneta keniota (n. 1983)
- Michael Lederer, ex mezzofondista tedesco (Francoforte sul Meno, n. 1955)
- Mike McLeod, ex mezzofondista britannico (n. 1952)
- Michael Rawson, mezzofondista britannico (Birmingham, n. 1934 - Birmingham, † 2000)
- Michael Rimmer, mezzofondista britannico (Southport, n. 1986)
- Michael Somers, mezzofondista belga (n. 1995)
- Bruce Tulloh, mezzofondista britannico (n. 1935 - † 2018)

## Militari(10)
- Michael Adeane, ufficiale britannico (Londra, n. 1910 - Aberdeen, † 1984)
- Michael Barne, militare e esploratore britannico (Beccles, n. 1877 - † 1961)
- Michael Goleniewski, ufficiale polacco (Nieswiez, n. 1922 - New York, † 1993)
- Michael Kitzelmann, militare tedesco (Horben, n. 1917 - Orël, † 1942)
- Michael Lippert, militare tedesco (Schönwald, n. 1897 - Wuppertal, † 1969)
- Michael Monsoor, militare statunitense (Long Beach, n. 1981 - Ramadi, † 2006)
- Michael Moutoussis, militare e aviatore greco (Tragano, n. 1885 - Atene, † 1956)
- Michael Seifert, militare e criminale di guerra ucraino (Shyrokolanivka, n. 1924 - Caserta, † 2010)
- Michael Valente, militare statunitense (Sant'Apollinare, n. 1895 - † 1976)
- Michael Wittmann, militare tedesco (Vogelthal, n. 1914 - Saint-Aignan-de-Cramesnil, † 1944)

## Modelli(1)
- Michael Bergin, supermodello e attore statunitense (Waterbury, n. 1969)

## Montatori(3)
- Michael Kahn, montatore statunitense (New York, n. 1930)
- Michael McCusker, montatore statunitense (n. 1966)
- Michael Ruscio, montatore statunitense

## Multiplisti(2)
- Michael Schrader, multiplista tedesco (Duisburg, n. 1987)
- Mike Smith, ex multiplista canadese (Kenora, n. 1967)

## Musicisti(17)
- Michael Arrom, musicista, cantautore e produttore discografico statunitense (Morristown)
- Michael Brunnock, musicista irlandese (n. 1964)
- Busbee, musicista e produttore discografico statunitense (Walnut Creek, n. 1976 - † 2019)
- Michael Colgrass, musicista, compositore e docente canadese (Chicago, n. 1932 - Toronto, † 2019)
- Mike Einziger, musicista statunitense (Los Angeles, n. 1976)
- Flea, musicista e attore australiano (Melbourne, n. 1962)
- Mike Joyce, musicista inglese (Fallowfield, n. 1963)
- Mike Keneally, musicista e polistrumentista statunitense (Long Island, n. 1961)
- Mike Paradinas, musicista britannico (Wimbledon, n. 1971)
- Mike Peters, musicista gallese (Prestatyn, n. 1959 - Dyserth, † 2025)
- Michael Pinder, musicista, tastierista e cantante britannico (Birmingham, n. 1941 - Roseville, † 2024)
- Michael Rother, musicista tedesco (Amburgo, n. 1950)
- Mike Smith, musicista e produttore discografico britannico (n. 1943 - † 2008)
- Mike Starr, musicista statunitense (Honolulu, n. 1966 - Salt Lake City, † 2011)
- Michael Stearns, musicista e compositore statunitense (Tucson, n. 1948)
- Mick Talbot, musicista e cantante britannico (Wimbledon, n. 1958)
- Prince Far I, musicista giamaicano (Spanish Town, n. 1945 - Kingston, † 1983)

## Neuroscienziati(3)
- Michael Arbib, neuroscienziato statunitense (n. 1940)
- Michael Merzenich, neuroscienziato statunitense (Libano, n. 1942)
- Michael Persinger, neuroscienziato statunitense (Jacksonville, n. 1945 - Greater Sudbury, † 2018)

## Nobili(4)
- Michael Abney-Hastings, XIV conte di Loudoun, nobile britannico (Sussex, n. 1942 - Jerilderie, † 2012)
- Michael Johann von Althann, nobile e politico austriaco (Joslowitz, n. 1679 - Vienna, † 1727)
- Michael Bowes-Lyon, XVIII conte di Strathmore e Kinghorne, nobile e politico britannico (Londra, n. 1957 - † 2016)
- Michael Küchmeister von Sternberg, nobile tedesco (Slesia, n. 1370 - Danzica, † 1423)

## Numismatici(1)
- Michael Alram, numismatico austriaco (Vienna, n. 1956)

## Nuotatori(24)
- Michael Andrew, nuotatore statunitense (Edina, n. 1999)
- Michael Austin, ex nuotatore statunitense (West Orange, n. 1943)
- Mike Barrowman, ex nuotatore statunitense (Costa Mesa, n. 1968)
- Michael Brinegar, nuotatore statunitense (n. 1999)
- Mike Bruner, ex nuotatore statunitense (Omaha, n. 1956)
- Mike Burton, ex nuotatore statunitense (Des Moines, n. 1947)
- Michael Chadwick, nuotatore statunitense (Charlotte, n. 1995)
- Michael Delany, ex nuotatore australiano (Sydney, n. 1965)
- Mike Fibbens, ex nuotatore britannico (Harlow, n. 1968)
- Michael Groß, ex nuotatore tedesco (Francoforte sul Meno, n. 1964)
- Michael Gunning, nuotatore giamaicano (n. 1994)
- Michael Heath, ex nuotatore statunitense (McAllen, n. 1964)
- Michael Holthaus, ex nuotatore tedesco occidentale (Wuppertal, n. 1950)
- Michael Jamieson, ex nuotatore britannico (Glasgow, n. 1988)
- Michael Klim, ex nuotatore australiano (Gdynia, n. 1977)
- Michael McBroom, ex nuotatore statunitense (Minneapolis, n. 1991)
- Mike McDermott, nuotatore e pallanuotista statunitense (Chicago, n. 1893 - Chicago, † 1970)
- Michael McGlynn, nuotatore sudafricano (La Canea, n. 2000)
- Michael Jon O'Brien, ex nuotatore statunitense (Skokie, n. 1965)
- Michael O'Connor, nuotatore e pallanuotista irlandese (Belfast, n. 1900 - Dublino, † 1957)
- Michael Phelps, ex nuotatore statunitense (Baltimora, n. 1985)
- Mike Stamm, ex nuotatore statunitense (n. 1952)
- Michael Troy, nuotatore statunitense (Indianapolis, n. 1940 - † 2019)
- Michael Wenden, ex nuotatore australiano (Sydney, n. 1949)

## Oncologi(1)
- Michael Peckham, oncologo e artista britannico (Panteg, n. 1935 - † 2021)

## Organisti(2)
- Michael East, organista e compositore inglese (n. 1580 - Lichfield, † 1648)
- Michael Radulescu, organista e compositore rumeno (Bucarest, n. 1943 - Vienna, † 2023)

## Orientalisti(3)
- Michael Astour, orientalista ucraino (Kharkov, n. 1916 - St. Louis, † 2004)
- Michael Jan de Goeje, orientalista olandese (Dronryp, n. 1836 - Leida, † 1909)
- Michael G. Morony, orientalista statunitense (Sacramento, n. 1939)

## Ostacolisti(2)
- Michael Obasuyi, ostacolista belga (Bruges, n. 1999)
- Michael Tinsley, ostacolista statunitense (Little Rock, n. 1984)

## Pallamanisti(1)
- Michael Damgaard, pallamanista danese (Rødby, n. 1990)

## Pallanuotisti(3)
- Mike Evans, ex pallanuotista statunitense (Fontana, n. 1960)
- Victor Lindberg, pallanuotista neozelandese (Varoka, n. 1875 - Auckland, † 1951)
- Michael Withers, ex pallanuotista australiano (Trowbridge, n. 1938)

## Pallavolisti(6)
- Michael Andrei, pallavolista tedesco (Costanza, n. 1985)
- Michael Czerwiński, pallavolista austriaco (n. 2003)
- Michael Marshman, pallavolista statunitense (Glenmont, n. 1994)
- Michael Saeta, pallavolista statunitense (South Pasadena, n. 1994)
- Michael dos Santos, pallavolista brasiliano (Birigui, n. 1983)
- Michael Sánchez, pallavolista cubano (Poltava, n. 1986)

## Parolieri(3)
- Michael Korie, paroliere e librettista statunitense (Elizabeth, n. 1955)
- Michael Kunze, paroliere e librettista tedesco (Praga, n. 1943)
- Mitchell Parish, paroliere statunitense (Lituania, n. 1900 - New York, † 1993)

## Patrioti(1)
- Michael Collins, patriota, politico e militare irlandese (Clonakilty, n. 1890 - Béal na Bláth, † 1922)

## Pattinatori artistici su ghiaccio(5)
- Michael Booker, ex pattinatore artistico su ghiaccio britannico (Londra, n. 1937)
- Peter Kennedy, ex pattinatore artistico su ghiaccio statunitense (Olympia, n. 1927)
- Michael Marinaro, pattinatore artistico su ghiaccio canadese (Sarnia, n. 1992)
- Michael Christian Martinez, pattinatore artistico su ghiaccio filippino (Parañaque, n. 1996)
- Michael Weiss, ex pattinatore artistico su ghiaccio statunitense (Washington, n. 1976)

## Pattinatori di short track(1)
- Michael Gilday, pattinatore di short track canadese (Iqaluit, n. 1987)

## Pattinatori di velocità su ghiaccio(1)
- Michael Hadschieff, ex pattinatore di velocità su ghiaccio austriaco (Innsbruck, n. 1963)

## Percussionisti(2)
- Mike Carabello, percussionista statunitense (San Francisco, n. 1947)
- Babatunde Olatunji, percussionista e musicista nigeriano (Ajido, n. 1927 - † 2003)

## Personaggi televisivi(2)
- Michael Cadeddu, personaggio televisivo e fantino italiano (Milano, n. 1987)
- Michael Sorrentino, personaggio televisivo e modello statunitense (Staten Island, n. 1982)

## Pesisti(4)
- Mike Carter, ex pesista e ex giocatore di football americano statunitense (Dallas, n. 1960)
- Reese Hoffa, pesista statunitense (Evans, n. 1977)
- Michael Mertens, ex pesista tedesco (Stelle, n. 1965)
- Mike Stulce, ex pesista statunitense (Killeen, n. 1969)

## Pianisti(3)
- Dodo Marmarosa, pianista statunitense (Pittsburgh, n. 1925 - Pittsburgh, † 2002)
- Mike Melillo, pianista e compositore statunitense (Newark, n. 1939)
- Joe Sullivan, pianista e compositore statunitense (Chicago, n. 1906 - San Francisco, † 1971)

## Piloti automobilistici(18)
- Michael Ammermüller, pilota automobilistico tedesco (Pocking, n. 1986)
- Michael Andretti, ex pilota automobilistico statunitense (Bethlehem, n. 1962)
- Michael Bartels, pilota automobilistico tedesco (Plettenberg, n. 1968)
- Mike Beuttler, pilota di Formula 1 britannico (Il Cairo, n. 1940 - Los Angeles, † 1988)
- Michael Bleekemolen, pilota automobilistico olandese (Amsterdam, n. 1949)
- Michael Christensen, pilota automobilistico danese (Karlslunde, n. 1990)
- Mike Conway, pilota automobilistico britannico (Bromley, n. 1983)
- Mike Skinner, pilota automobilistico statunitense (Susanville, n. 1957)
- Mike Fisher, ex pilota automobilistico statunitense (Hollywood, n. 1943)
- Mike Harris, pilota automobilistico sudafricano (Mufulira, n. 1939 - Durban, † 2021)
- Mike MacDowel, pilota automobilistico britannico (Great Yarmouth, n. 1932 - Cheltenham, † 2016)
- Mikko Kozarowitsky, ex pilota automobilistico finlandese (Helsinki, n. 1948)
- Michael May, ex pilota automobilistico svizzero (Stoccarda, n. 1934)
- Mike Nazaruk, pilota automobilistico statunitense (Newark, n. 1921 - Langhorne, † 1955)
- Mike Parkes, pilota automobilistico inglese (Richmond upon Thames, n. 1931 - Riva presso Chieri, † 1977)
- Michael Schumacher, ex pilota automobilistico tedesco (Hürth, n. 1969)
- Mike Spence, pilota di Formula 1 britannico (Croydon, n. 1936 - Indianapolis, † 1968)
- Mike Thackwell, ex pilota automobilistico neozelandese (Auckland, n. 1961)

## Piloti di rally(1)
- Michael Park, copilota di rally britannico (Newent, n. 1966 - Neath Port Talbot, † 2005)

## Piloti motociclistici(10)
- Michael Doohan, pilota motociclistico australiano (Brisbane, n. 1965)
- Michael Dunlop, pilota motociclistico nordirlandese (n. 1989)
- Mick Grant, pilota motociclistico britannico (Middlestown, n. 1944)
- Mike Jones, pilota motociclistico australiano (Brisbane, n. 1994)
- Michael Laverty, pilota motociclistico britannico (Toomebridge, n. 1981)
- Michael van der Mark, pilota motociclistico olandese (Gouda, n. 1992)
- Michael Ranseder, pilota motociclistico austriaco (Antiesenhofen, n. 1986)
- Michael Ruben Rinaldi, pilota motociclistico italiano (Rimini, n. 1995)
- Michael Rudroff, pilota motociclistico tedesco (Übersee, n. 1960)
- Michael Rutter, pilota motociclistico inglese (Wordsley, n. 1972)

## Pistard(10)
- Michael Bennett, ex pistard britannico (Birmingham, n. 1949)
- Michael Færk Christensen, ex pistard danese (Hobro, n. 1986)
- Michael Foley, pistard e ciclista su strada canadese (Milton, n. 1999)
- Mike Gambrill, pistard britannico (Brighton, n. 1935 - Kingston upon Thames, † 2011)
- Michael Glöckner, ex pistard tedesco (Ehingen, n. 1969)
- Michael Grenda, ex pistard australiano (n. 1962)
- Michael Hübner, pistard tedesco (Karl-Marx-Stadt, n. 1959 - Chemnitz, † 2024)
- Michael Marx, ex pistard tedesco (Amburgo, n. 1960)
- Michael Mørkøv, ex pistard e ex ciclista su strada danese (Kokkedal, n. 1985)
- Michael Turtur, ex pistard australiano (Adelaide, n. 1958)

## Pittori(15)
- Michael Ancher, pittore danese (Frigaard, n. 1849 - Skagen, † 1927)
- Michael Cheval, pittore e disegnatore russo (Kotel'nikovo, n. 1966)
- Michael Coxcie, pittore fiammingo (Malines, n. 1499 - Malines, † 1592)
- Michael Zeno Diemer, pittore tedesco (Monaco di Baviera, n. 1867 - Oberammergau, † 1939)
- Michael Green, pittore e scultore britannico (Nyasaland, n. 1929 - Molini di Triora, † 2022)
- Michael Kmit, pittore ucraino (Stryj, n. 1910 - Sydney, † 1981)
- Michael Andrew Law, pittore cinese (Hong Kong, n. 1982)
- Michael Maschka, pittore, scultore e designer tedesco (Augusta, n. 1962)
- Michael Neher, pittore tedesco (Monaco di Baviera, n. 1798 - Monaco di Baviera, † 1876)
- Michael Pacher, pittore e intagliatore austriaco (Falzes - Salisburgo, † 1498)
- Michael Sittow, pittore estone (Reval - Reval, † 1525)
- Michael Snow, pittore, scultore e regista canadese (Toronto, n. 1928 - Toronto, † 2023)
- Michael Nelson Tjakamarra, pittore australiano (Vaughan Springs, n. 1946 - † 2020)
- Michael Willmann, pittore tedesco (Königsberg, n. 1630 - Leubus, † 1706)
- Michael Wolgemut, pittore e tipografo tedesco (Norimberga, n. 1434 - Norimberga, † 1519)

## Poeti(4)
- Michael Drayton, poeta inglese (n. 1563 - Londra, † 1631)
- Michael Horovitz, poeta, artista e traduttore inglese (Francoforte sul Meno, n. 1935 - Londra, † 2021)
- Michael Longley, poeta britannico (Belfast, n. 1939 - Belfast, † 2025)
- Michael Strunge, poeta danese (Rødovre, n. 1958 - Copenaghen, † 1986)

## Polistrumentisti(3)
- Michael McGoldrick, polistrumentista e compositore britannico (Manchester, n. 1971)
- Duff McKagan, polistrumentista e cantante statunitense (Seattle, n. 1964)
- Mike Mogis, polistrumentista, compositore e produttore discografico statunitense (North Platte, n. 1974)

## Politologi(3)
- Michael Cox, politologo inglese (n. 1947)
- Michael W. Doyle, politologo statunitense (Honolulu, n. 1948)
- Michael Oakeshott, politologo e filosofo britannico (Chelsfield, n. 1901 - Acton, † 1990)

## Poliziotti(2)
- Michael Duheme, poliziotto canadese (Chambly)
- Michael Fiaschetti, poliziotto statunitense (Morolo, n. 1886 - Brooklyn, † 1960)

## Presbiteri(6)
- Michael Gamper, presbitero austriaco (Prissiano di Tesimo, n. 1885 - Bolzano, † 1956)
- Michael D. Jones, presbitero e politico britannico (Llanuwchllyn, n. 1822 - Bala, † 1898)
- Michael J. McGivney, presbitero statunitense (Waterbury, n. 1852 - Thomaston, † 1890)
- Michael Balthasar von Christalnigg, presbitero austriaco (n. 1710 - Berchtesgaden, † 1768)
- Michael Schulien, presbitero, missionario e etnologo tedesco (Losheim am See, n. 1888 - Roma, † 1968)
- Michael Weninger, presbitero e diplomatico austriaco (Wiener Neustadt, n. 1951)

## Principi(1)
- Michael di Kent, principe britannico (Iver, n. 1942)

## Produttori cinematografici(16)
- Michael D. Akers, produttore cinematografico, regista e scenografo statunitense (Ephrata, n. 1970)
- Michael Balcon, produttore cinematografico inglese (Birmingham, n. 1896 - Hartfield, † 1977)
- Michael Burns, produttore cinematografico statunitense (Long Branch, n. 1958)
- Michael Corrente, produttore cinematografico, regista e attore statunitense (Pawtucket, n. 1959)
- Michael Deeley, produttore cinematografico britannico (Londra, n. 1932)
- Michael Doven, produttore cinematografico e attore statunitense (n. 1959)
- Michael Gracey, produttore cinematografico, regista e effettista australiano (Melbourne, n. 1976)
- Michael Wayne, produttore cinematografico e attore statunitense (Los Angeles, n. 1934 - Burbank, † 2003)
- Michael Ohoven, produttore cinematografico tedesco (Düsseldorf, n. 1974)
- Michael Pressman, produttore cinematografico, produttore televisivo e regista statunitense (New York, n. 1950)
- Michael Relph, produttore cinematografico, regista e sceneggiatore britannico (Broadstone, n. 1915 - Selsey, † 2004)
- Michael Sugar, produttore cinematografico e produttore televisivo statunitense
- Mike Todd, produttore cinematografico e produttore teatrale statunitense (Minneapolis, n. 1909 - Grants, † 1958)
- Michael E. Uslan, produttore cinematografico e sceneggiatore statunitense (Cedar Grove, n. 1951)
- Michael Weist, produttore cinematografico e attore statunitense (n. 1996)
- Michael G. Wilson, produttore cinematografico e sceneggiatore statunitense (New York, n. 1942)

## Produttori discografici(11)
- Mike Banks, produttore discografico statunitense
- Michael Barbiero, produttore discografico, musicista e compositore statunitense (New York, n. 1949)
- Mike Dean, produttore discografico statunitense (Angleton, n. 1965)
- Mike Will Made It, produttore discografico statunitense (Marietta, n. 1989)
- Mike Moran, produttore discografico e musicista britannico (Leeds, n. 1948)
- Mike Shipley, produttore discografico australiano (Sydney, n. 1956 - Los Angeles, † 2013)
- Adonis, produttore discografico, disc jockey e musicista statunitense (Chicago, n. 1963)
- BloodPop, produttore discografico e musicista statunitense (Kansas City, n. 1990)
- Mike Vernon, produttore discografico britannico (Harrow, n. 1944)
- Clams Casino, produttore discografico e compositore statunitense (Nutley, n. 1987)
- Michael Wagener, produttore discografico tedesco (Amburgo, n. 1949)

## Produttori televisivi(2)
- Mike Lazzo, produttore televisivo statunitense (LaGrange, n. 1958)
- Michael Poryes, produttore televisivo statunitense (n. 1955)

## Psichiatri(1)
- Michael Rutter, psichiatra inglese (Brummana, n. 1933 - Dulwich, † 2021)

## Psicoanalisti(1)
- Michael Balint, psicoanalista ungherese (Budapest, n. 1896 - Bristol, † 1970)

## Psicologi(5)
- Michael Argyle, psicologo inglese (Nottingham, n. 1925 - Nottingham, † 2002)
- Michael Cole, psicologo statunitense (Los Angeles, n. 1938)
- Michael Corballis, psicologo e neuroscienziato neozelandese (Marton, n. 1936 - † 2021)
- Michael Gazzaniga, psicologo e neuroscienziato statunitense (Los Angeles, n. 1939)
- Michael Tomasello, psicologo statunitense (Bartow, n. 1950)

## Pugili(20)
- Michael Anthony, ex pugile guyanese (Georgetown, n. 1957)
- Michael Carbajal, ex pugile statunitense (Phoenix, n. 1967)
- Michael Carruth, ex pugile irlandese (Dublino, n. 1967)
- Michael Conlan, pugile irlandese (Belfast, n. 1991)
- Michael Dokes, pugile statunitense (Akron, n. 1958 - Akron, † 2012)
- Michael Franco, pugile statunitense (Fountain Valley, n. 1987)
- Mike Gibbons, pugile statunitense (St. Paul, n. 1887 - † 1956)
- Michael Grant, pugile statunitense (Chicago, n. 1972)
- Michael Katsidis, pugile australiano (Toowoomba, n. 1980)
- Michael Magnesi, pugile italiano (Palestrina, n. 1994)
- Rocky Fielding, pugile britannico (Liverpool, n. 1987)
- Michael Michaelsen, pugile danese (n. 1899 - † 1970)
- Michael Moorer, ex pugile statunitense (Brooklyn, n. 1967)
- Michael Murach, pugile tedesco (Gelsenkirchen, n. 1911 - Dubrovka, † 1941)
- Michael Nunn, ex pugile statunitense (Davenport, n. 1964)
- Mike Quarry, pugile statunitense (Bakersfield, n. 1951 - La Habra, † 2006)
- Michael Spinks, ex pugile statunitense (St. Louis, n. 1956)
- Mike Tyson, pugile, attore e imprenditore statunitense (New York, n. 1966)
- Mike Weaver, ex pugile statunitense (Gatesville, n. 1951)
- Michael Zerafa, pugile australiano (Melbourne, n. 1992)

## Rabbini(2)
- Michael Berenbaum, rabbino statunitense (Newark, n. 1945)
- Michael Sachs, rabbino prussiano (Głogów, n. 1808 - † 1864)

## Rapper(14)
- Michael Dapaah, rapper, attore e comico britannico (Croydon, n. 1991)
- Michael Diamond, rapper e produttore discografico statunitense (New York, n. 1965)
- Michael Franti, rapper, poeta e musicista statunitense (Oakland, n. 1966)
- Separ, rapper slovacco (Bratislava, n. 1986)
- Mystikal, rapper statunitense (New Orleans, n. 1969)
- Iann Dior, rapper e cantante statunitense (Arecibo, n. 1999)
- Stormzy, rapper britannico (Croydon, n. 1993)
- Sarkodie, rapper ghanese (Tema, n. 1985)
- Evidence, rapper, beatmaker e writer statunitense (Los Angeles, n. 1976)
- Killer Mike, rapper statunitense (Atlanta, n. 1975)
- Shindy, rapper tedesco (Bietigheim-Bissingen, n. 1988)
- Mike Shinoda, rapper, cantautore e polistrumentista statunitense (Los Angeles, n. 1977)
- Trippie Redd, rapper e cantante statunitense (Canton, n. 1999)
- Yelawolf, rapper, cantautore e produttore discografico statunitense (Gadsden, n. 1979)

## Registi teatrali(7)
- Michael Attenborough, regista teatrale e direttore artistico britannico (Londra, n. 1950)
- Michael Blakemore, regista teatrale australiano (Sydney, n. 1928 - † 2023)
- Michael Bogdanov, regista teatrale gallese (Neath, n. 1938 - Paro, † 2017)
- Michael Boyd, regista teatrale e direttore artistico britannico (Belfast, n. 1955 - † 2023)
- Michael Greif, regista teatrale e direttore artistico statunitense (Brooklyn, n. 1959)
- Michael Longhurst, regista teatrale e direttore artistico britannico (Bromley, n. 1981)
- Michael Rudman, regista teatrale e direttore artistico statunitense (Tyler, n. 1939 - † 2023)

## Religiosi(1)
- Michael Anthony Perry, religioso e missionario statunitense (Indianapolis, n. 1954)

## Rugbisti a 13(1)
- Michael Sullivan, rugbista a 13 australiano (Taree, n. 1980)

## Rugbisti a 15(25)
- Mike Barbieri, ex rugbista a 15 canadese (Toronto, n. 1978)
- Brad Barritt, rugbista a 15 sudafricano (Durban, n. 1986)
- Mike Blair, ex rugbista a 15 e allenatore di rugby a 15 britannico (Edimburgo, n. 1981)
- Michael Bradley, ex rugbista a 15 e allenatore di rugby a 15 irlandese (Cork, n. 1962)
- Mike Brown, ex rugbista a 15 inglese (Southampton, n. 1985)
- Mike Burton, ex rugbista a 15 e imprenditore britannico (Maidenhead, n. 1945)
- Mike Catt, ex rugbista a 15 e allenatore di rugby a 15 sudafricano (Port Elizabeth, n. 1971)
- Michael Cheika, ex rugbista a 15, allenatore di rugby a 15 e imprenditore australiano (Sydney, n. 1967)
- Michael Cook, rugbista a 15 e rugbista a 13 australiano (Melbourne, n. 1962)
- Michael Foley, ex rugbista a 15 e allenatore di rugby a 15 australiano (Sydney, n. 1967)
- Michael Gibson, ex rugbista a 15 irlandese (Dublino, n. 1954)
- Mike Harrison, ex rugbista a 15 britannico (Barnsley, n. 1956)
- Mike Hercus, ex rugbista a 15 statunitense (Falls Church, n. 1979)
- Jock Hobbs, rugbista a 15, dirigente d'azienda e dirigente sportivo neozelandese (Christchurch, n. 1960 - Wellington, † 2012)
- Michael Hooper, rugbista a 15 australiano (Sydney, n. 1991)
- Michael Lipman, ex rugbista a 15 britannico (Londra, n. 1980)
- Michael Lynagh, ex rugbista a 15 australiano (Brisbane, n. 1963)
- Mike Mullins, ex rugbista a 15 e allenatore di rugby a 15 neozelandese (Auckland, n. 1970)
- Mick O'Driscoll, ex rugbista a 15 irlandese (Cork, n. 1978)
- Michael Owen, rugbista a 15 gallese (Pontypridd, n. 1980)
- Mike Ross, ex rugbista a 15 e dirigente d'azienda irlandese (Cork, n. 1979)
- Mike Ruddock, ex rugbista a 15 e allenatore di rugby britannico (Blaina, n. 1959)
- Mickey Skinner, ex rugbista a 15 britannico (Newcastle upon Tyne, n. 1958)
- Mike Teague, rugbista a 15 inglese (Gloucester, n. 1959)
- Mike Tindall, ex rugbista a 15 e allenatore di rugby britannico (Otley, n. 1978)

## Saggisti(3)
- Michael Baigent, saggista e storico neozelandese (Christchurch, n. 1948 - Brighton, † 2013)
- Michael Lewis, saggista e giornalista statunitense (New Orleans, n. 1960)
- Michael Parenti, saggista, storico e politologo statunitense (New York, n. 1933)

## Saltatori con gli sci(5)
- Eddie Edwards, ex saltatore con gli sci britannico (Cheltenham, n. 1963)
- Michael Hayböck, saltatore con gli sci austriaco (Linz, n. 1991)
- Mike Holland, ex saltatore con gli sci statunitense (Barre, n. 1961)
- Michael Neumayer, ex saltatore con gli sci tedesco (Bad Reichenhall, n. 1979)
- Michael Uhrmann, ex saltatore con gli sci tedesco (Wegscheid, n. 1978)

## Sassofonisti(2)
- Michael Brecker, sassofonista statunitense (Filadelfia, n. 1949 - New York, † 2007)
- Mike Cuozzo, sassofonista statunitense (Newark, n. 1925 - North Caldwell, † 2006)

## Scacchisti(3)
- Michael Adams, scacchista britannico (Truro, n. 1971)
- Michael Stean, scacchista britannico (Londra, n. 1953)
- Michael Wilder, scacchista statunitense (Filadelfia, n. 1962)

## Sceneggiatori(19)
- Michael Arndt, sceneggiatore statunitense (McLean, n. 1970)
- Michael Berg, sceneggiatore statunitense
- Michael Brandt, sceneggiatore, regista e montatore statunitense (Madison, n. 1968)
- Michael Dante DiMartino, sceneggiatore e produttore cinematografico statunitense (n. 1974)
- Michael Duggan, sceneggiatore e produttore televisivo statunitense
- Michael France, sceneggiatore statunitense (St. Petersburg, n. 1962 - St. Pete Beach, † 2013)
- Bob Gale, sceneggiatore, regista e fumettista statunitense (University City, n. 1951)
- Michael Green, sceneggiatore e produttore televisivo statunitense (Mamaroneck, n. 1973)
- Michael Hirst, sceneggiatore e produttore televisivo britannico (Bradford, n. 1952)
- Michael Maltese, sceneggiatore statunitense (New York, n. 1908 - Los Angeles, † 1981)
- Michael O'Donoghue, sceneggiatore, umorista e attore statunitense (Paris, n. 1940 - New York, † 1994)
- Michael Petroni, sceneggiatore e regista australiano
- Michael Piller, sceneggiatore e produttore televisivo statunitense (New York, n. 1948 - Los Angeles, † 2005)
- Mike Reiss, sceneggiatore e produttore televisivo statunitense (Bristol, n. 1959)
- Michael Schur, sceneggiatore, produttore televisivo e regista statunitense (Ann Arbor, n. 1975)
- Michael Tolkin, sceneggiatore, regista e scrittore statunitense (New York, n. 1950)
- Michael Waldron, sceneggiatore e produttore televisivo statunitense (n. 1987)
- Michael H. Weber, sceneggiatore e produttore cinematografico statunitense (Great Neck, n. 1978)
- Michael Wilson, sceneggiatore statunitense (McAlester, n. 1914 - Los Angeles, † 1978)

## Schermidori(10)
- Michael Alexander, schermidore britannico (Winchester, n. 1936 - Londra, † 2002)
- Michael D'Asaro, schermidore statunitense (New York, n. 1938 - Los Angeles, † 2000)
- Michael Flegler, schermidore tedesco (n. 1972)
- Michael Herm, schermidore tedesco (n. 1976)
- Michael Howard, ex schermidore britannico (Richmond, n. 1928)
- Michael Kauter, schermidore svizzero (Berna, n. 1979)
- Michael Lofton, ex schermidore statunitense (Montgomery, n. 1963)
- Michael Ludwig, schermidore austriaco (Vienna, n. 1972)
- Michael Marx, schermidore statunitense (Portland, n. 1958)
- Sean McClain, schermidore statunitense (n. 1975)

## Sciatori alpini(24)
- Michael Ankeny, ex sciatore alpino statunitense (Deephaven, n. 1991)
- Michael Bonetti, ex sciatore alpino svizzero (n. 1982)
- Michael Brunner, ex sciatore alpino tedesco (Burladingen, n. 1973)
- Mike Carney, ex sciatore alpino canadese (Squamish, n. 1966)
- Michael Eder, ex sciatore alpino tedesco (Berchtesgaden, n. 1961)
- Michael Frost, ex sciatore alpino statunitense (n. 1961)
- Michael Gmeiner, ex sciatore alpino austriaco (Dornbirn, n. 1985)
- Michael Haas, ex sciatore alpino austriaco (n. 1969)
- Michael Janyk, ex sciatore alpino canadese (Vancouver, n. 1982)
- Michael Koch, ex sciatore alpino austriaco
- Mike Lafferty, ex sciatore alpino statunitense (Eugene, n. 1948)
- Michael Lichtenegger, ex sciatore alpino austriaco (n. 1971)
- Michael Makar, ex sciatore alpino statunitense (n. 1973)
- Michael Matt, sciatore alpino austriaco (Zams, n. 1993)
- Michael Plöchinger, ex sciatore alpino svizzero (n. 1964)
- Michael Riegler, ex sciatore alpino liechtensteinese (Grabs, n. 1979)
- Michael Sablatnik, ex sciatore alpino austriaco (n. 1986)
- Michael Tichy, ex sciatore alpino canadese (n. 1981)
- Michael Tommy, ex sciatore alpino canadese (Ottawa, n. 1963)
- Michael Tritscher, ex sciatore alpino austriaco (Schladming, n. 1965)
- Michael Veith, ex sciatore alpino tedesco (Tegernsee, n. 1957)
- Michael Zach, ex sciatore alpino austriaco (Salisburgo, n. 1986)
- Michael Zahnd, ex sciatore alpino svizzero (n. 1981)
- Michael von Grünigen, ex sciatore alpino svizzero (Saanen, n. 1969)

## Sciatori freestyle(1)
- Michael Schmid, sciatore freestyle svizzero (n. 1984)

## Scrittori di fantascienza(4)
- Michael Bishop, scrittore di fantascienza statunitense (Lincoln, n. 1945 - Pine Mountain, † 2023)
- Michael Jan Friedman, scrittore di fantascienza statunitense (New York, n. 1955)
- Mike Resnick, scrittore di fantascienza statunitense (Chicago, n. 1942 - † 2020)
- Bruce Sterling, autore di fantascienza statunitense (Brownsville, n. 1954)

## Scultori(1)
- Michael Parth, scultore tedesco

## Slittinisti(3)
- Michael Köhler, ex slittinista tedesco orientale (Zwickau, n. 1944)
- Michael Scheikl, ex slittinista austriaco (n. 1989)
- Michael Walter, slittinista tedesco orientale (Pirna, n. 1959 - † 2016)

## Sociologi(4)
- Michael Löwy, sociologo e filosofo francese (San Paolo, n. 1938)
- Michael Messner, sociologo statunitense (Salinas, n. 1952)
- Michael Mann, sociologo e storico britannico (Stretford, n. 1942)
- Michael Young, sociologo, attivista e politico britannico (Manchester, n. 1915 - Londra, † 2002)

## Sollevatori(2)
- Michael Hennig, sollevatore tedesco (Ebersbach-Neugersdorf, n. 1955)
- Johan Runge, sollevatore danese (Kongens Lyngby, n. 1924 - Ballerup, † 2005)

## Stilisti(1)
- Michael Kors, stilista e imprenditore statunitense (New York, n. 1959)

## Storici(12)
- Michael Cook, storico e islamista britannico (n. 1940)
- Michael H. Crawford, storico e numismatico britannico (Twickenham, n. 1939)
- Michael F. Feldkamp, storico tedesco (Kiel, n. 1962)
- Michael Grant, storico e numismatico britannico (Londra, n. 1914 - Londra, † 2004)
- Michael Hesemann, storico, giornalista e scrittore tedesco (Düsseldorf, n. 1964)
- Michael Howard, storico britannico (Ashmore, n. 1922 - † 2019)
- Michael Kulikowski, storico statunitense (n. 1970)
- Michael Ledeen, storico e giornalista statunitense (Los Angeles, n. 1941 - Austin, † 2025)
- Michael Mallett, storico inglese (Southend-on-Sea, n. 1932 - Abersoch, † 2008)
- Michael Palumbo, storico statunitense (Brooklyn, n. 1944)
- Michael Roberts, storico inglese (Lytham St Annes, n. 1908 - † 1997)
- Michael Wood, storico britannico (Manchester, n. 1948)

## Storici dell'arte(3)
- Michael Baxandall, storico dell'arte britannico (Cardiff, n. 1933 - Londra, † 2008)
- Michael Bryan, storico dell'arte e mercante inglese (Newcastle upon Tyne, n. 1757 - Londra, † 1821)
- Michael Levey, storico dell'arte e docente inglese (Londra, n. 1927 - Louth, † 2006)

## Suonatori di banjo(1)
- Mike Pingitore, suonatore di banjo statunitense (Oakland, n. 1888 - North Hollywood, † 1952)

## Surfisti(1)
- Mick Fanning, surfista australiano (Penrith, n. 1981)

## Taekwondoka(1)
- Michael Harvey, taekwondoka britannico (Manchester, n. 1989)

## Tastieristi(10)
- Mike Barson, tastierista britannico (Edimburgo, n. 1958)
- Michael Beinhorn, tastierista e produttore discografico statunitense (Austin, n. 1956)
- Mick Gallagher, tastierista inglese (Newcastle upon Tyne, n. 1945)
- Michael Gerlach, tastierista e produttore discografico tedesco (Francoforte, n. 1956)
- Michael Gleason, tastierista, chitarrista e cantante statunitense (Wichita, n. 1953)
- Michael J McEvoy, tastierista statunitense (Nashville, n. 1961)
- Dik Mik, tastierista inglese (Richmond, n. 1943 - † 2017)
- Michael Pinnella, tastierista statunitense (Point Pleasant Beach, n. 1969)
- Michael Rodenberg, tastierista tedesco
- Michael Utley, tastierista e produttore discografico statunitense (Blytheville, n. 1947)

## Telecronisti sportivi(1)
- Michael Buffer, telecronista sportivo e attore statunitense (Filadelfia, n. 1944)

## Tennistavolisti(1)
- Michael Maze, tennistavolista danese (Fakse, n. 1981)

## Tennisti(18)
- Mike Belkin, ex tennista canadese (Montreal, n. 1945)
- Michael Berrer, ex tennista tedesco (Stoccarda, n. 1980)
- Mike Bryan, ex tennista statunitense (Camarillo, n. 1978)
- Mike De Palmer, tennista statunitense (Tampa, n. 1961 - † 2021)
- Michael Fancutt, ex tennista australiano (Brisbane, n. 1961)
- Mike Fishbach, ex tennista statunitense (New York, n. 1954)
- Michael Green, tennista statunitense (Miami, n. 1937 - † 2016)
- Michael Hill, ex tennista australiano (Sydney, n. 1974)
- Michael McClune, ex tennista statunitense (Long Beach, n. 1989)
- Michael Mmoh, tennista statunitense (Riad, n. 1998)
- Michael Mortensen, ex tennista danese (Glostrup, n. 1961)
- Michael Robertson, ex tennista sudafricano (Johannesburg, n. 1963)
- Michael Ryderstedt, ex tennista svedese (Stoccolma, n. 1984)
- Michael Stich, ex tennista tedesco (Pinneberg, n. 1968)
- Michael Tauson, ex tennista danese (Copenaghen, n. 1966)
- Michael Tebbutt, ex tennista australiano (Sydney, n. 1970)
- Michael Venus, tennista neozelandese (Auckland, n. 1987)
- Michael Westphal, tennista tedesco (Pinneberg, n. 1965 - Amburgo, † 1991)

## Tenori(4)
- Michael Fabiano, tenore statunitense (Montclair, n. 1984)
- Michael Greiner, tenore e attore teatrale austriaco (Vienna, n. 1798 - Aquisgrana, † 1862)
- Michael Schade, tenore canadese (Ginevra, n. 1965)
- Michael Spyres, tenore statunitense (Mansfield, n. 1979)

## Teologi(2)
- Michael Amaladoss, teologo e presbitero indiano (Dindigul, n. 1936)
- Michael Tilly, teologo, ebraista e biblista tedesco (Berlino, n. 1963)

## Teosofi(1)
- Johann Michael Hahn, teosofo tedesco (Altdorf, n. 1758 - Jettingen, † 1819)

## Tiratori a segno(2)
- Michael Jakosits, tiratore a segno tedesco (Zweibrücken, n. 1970)
- Michael McPhail, tiratore a segno statunitense (Darlington, n. 1981)

## Tiratori a volo(1)
- Michael Diamond, tiratore a volo australiano (Goulburn, n. 1972)

## Triatleti(1)
- Michael Raelert, triatleta tedesco (Rostock, n. 1980)

## Triplisti(1)
- Mike Conley, ex triplista e lunghista statunitense (Chicago, n. 1962)

## Trombettisti(1)
- Michael Mantler, trombettista, compositore e produttore discografico austriaco (Vienna, n. 1943)

## Trombonisti(2)
- Michael Supnick, trombonista, trombettista e compositore statunitense (Worcester, n. 1962)
- Mike Zwerin, trombonista, trombettista e scrittore statunitense (n. 1930 - Parigi, † 2010)

## Truccatori(2)
- Mike Marino, truccatore statunitense
- Mike Smithson, truccatore statunitense (Woodstock)

## Tuffatori(2)
- Michael Galitzen, tuffatore statunitense (Los Angeles, n. 1909 - Hollywood, † 1959)
- Michael Hixon, tuffatore statunitense (Amherst, n. 1994)

## Velocisti(21)
- Michael Bates, ex velocista e ex giocatore di football americano statunitense (Victoria, n. 1969)
- Michael Berry, velocista statunitense (Seattle, n. 1991)
- Michael Bingham, velocista statunitense (Sylva, n. 1986)
- Michael Blackwood, ex velocista giamaicano (Clarendon, n. 1976)
- Michael Cherry, velocista statunitense (New York, n. 1995)
- Michael Franks, ex velocista statunitense (n. 1963)
- Michael Frater, ex velocista giamaicano (Manchester, n. 1982)
- Mike Fray, velocista giamaicano (n. 1947 - Kingston, † 2019)
- Michael Johnson, ex velocista statunitense (Dallas, n. 1967)
- Mike Larrabee, velocista statunitense (Los Angeles, n. 1933 - Santa Maria, † 2003)
- Michael Marsh, ex velocista statunitense (Los Angeles, n. 1967)
- Michael Mathieu, velocista bahamense (Grand Bahama, n. 1984)
- Michael McDonald, ex velocista giamaicano (n. 1975)
- Mike McFarlane, velocista britannico (Hackney, n. 1960 - † 2023)
- Michael Norman, velocista statunitense (San Diego, n. 1997)
- Michael Pohl, velocista tedesco (Francoforte sul Meno, n. 1989)
- Mike Rodgers, velocista statunitense (Saint Louis, n. 1985)
- Michael Rosswess, ex velocista britannico (Dudley, n. 1965)
- Michael Shine, ex velocista statunitense (Youngsville, n. 1953)
- Michael Tumi, velocista italiano (Padova, n. 1990)
- Mike Wheeler, velocista britannico (Watford, n. 1935 - Poole, † 2020)

## Vescovi cattolici(32)
- Michael Charles Barber, vescovo cattolico statunitense (Salt Lake City, n. 1954)
- Michael Joseph Begley, vescovo cattolico statunitense (West Springfield, n. 1909 - High Point, † 2002)
- Michael Joseph Bransfield, vescovo cattolico statunitense (Filadelfia, n. 1943)
- Michael Francis Burbidge, vescovo cattolico statunitense (Filadelfia, n. 1957)
- Michael Gregory Campbell, vescovo cattolico britannico (Larne, n. 1941)
- Michael Richard Cote, vescovo cattolico statunitense (Sanford, n. 1949)
- Michael Joseph Dooley, vescovo cattolico neozelandese (Invercargill, n. 1961)
- Michael Patrick Driscoll, vescovo cattolico statunitense (Long Beach, n. 1939 - Boise, † 2017)
- Michael Gerard Duca, vescovo cattolico statunitense (Dallas, n. 1952)
- Philip Michael Ellis, vescovo cattolico inglese (Waddesdon, n. 1652 - Segni, † 1726)
- Michael Charles Evans, vescovo cattolico britannico (Londra, n. 1951 - Norwich, † 2011)
- Michael William Fisher, vescovo cattolico statunitense (Baltimora, n. 1958)
- Michael Gerber, vescovo cattolico tedesco (Oberkirch, n. 1970)
- Michael Andrew Gielen, vescovo cattolico neozelandese (Cambridge, n. 1971)
- Michael Joseph Hoeppner, vescovo cattolico statunitense (Winona, n. 1949)
- Michael Felix Korum, vescovo cattolico tedesco (Wickerschwihr, n. 1840 - Treviri, † 1921)
- Michael John Malone, vescovo cattolico australiano (Willoughby, n. 1939)
- Michael Thomas Martin, vescovo cattolico statunitense (Baltimora, n. 1961)
- Michael Memelauer, vescovo cattolico austriaco (Sindelburg, n. 1874 - Sankt Pölten, † 1961)
- Michael Miabesue Bibi, vescovo cattolico camerunese (Bamessing, n. 1971)
- Michael Joseph Murphy, vescovo cattolico statunitense (Cleveland, n. 1915 - Erie, † 2007)
- Michael O'Connor, vescovo cattolico, missionario e gesuita irlandese (Cobh, n. 1810 - Woodstock, † 1872)
- Michael Fors Olson, vescovo cattolico statunitense (Park Ridge, n. 1966)
- Michael Mongkhol On Prakhongchit, vescovo cattolico thailandese (Bangkok, n. 1905 - † 1958)
- Michael Pham, vescovo cattolico vietnamita (Đà Nẵng, n. 1967)
- Michael Angelo Saltarelli, vescovo cattolico statunitense (Jersey City, n. 1932 - Wilmington, † 2009)
- Michael John Sheridan, vescovo cattolico statunitense (Saint Louis, n. 1945 - Colorado Springs, † 2022)
- Michael James Sis, vescovo cattolico statunitense (Mount Holly, n. 1960)
- Michael Wasaburō Urakawa, vescovo cattolico giapponese (Urakami, n. 1876 - Sendai, † 1955)
- Michael William Warfel, vescovo cattolico statunitense (Elkhart, n. 1948)
- Michael Wüstenberg, vescovo cattolico e missionario tedesco (Dortmund, n. 1954)
- Michael Yeung Ming-cheung, vescovo cattolico cinese (Shanghai, n. 1946 - Hong Kong, † 2019)

## Vibrafonisti(1)
- Mike Mainieri, vibrafonista, compositore e produttore discografico statunitense (New York, n. 1938)

## Violinisti(2)
- Mik Kaminski, violinista britannico (Harrogate, n. 1951)
- Michael Rabin, violinista statunitense (New York, n. 1936 - New York, † 1972)

## Violoncellisti(2)
- Michael Bach, violoncellista e compositore tedesco (Worms, n. 1958)
- Michael Flaksman, violoncellista statunitense (Akron, n. 1946 - † 2019)

## Virologi(1)
- Michael Houghton, virologo britannico (Londra, n. 1949)

## Wrestler(40)
- Mike Awesome, wrestler statunitense (Tampa, n. 1965 - Tampa, † 2007)
- Mike Bennett, wrestler statunitense (Carver, n. 1985)
- Mike Boyette, wrestler statunitense (Tucson, n. 1943 - Alabama, † 2012)
- Mike Brenley, wrestler statunitense (New York, n. 1983)
- Mike Bucci, wrestler statunitense (Toms River, n. 1972)
- Ethan Carter III, wrestler statunitense (Willoughby, n. 1983)
- Mike DiBiase II, wrestler statunitense (n. 1977)
- Michael DiBiase, wrestler statunitense (New York, n. 1923 - Amarillo, † 1969)
- Duke Droese, ex wrestler statunitense (Lodi, n. 1970)
- Mick Foley, ex wrestler e scrittore statunitense (Bloomington, n. 1965)
- Mike Graham, wrestler statunitense (Tampa, n. 1951 - Daytona Beach, † 2012)
- Johnny Grunge, wrestler statunitense (Sulphur, n. 1966 - Peachtree City, † 2006)
- Bart Gunn, ex wrestler e ex artista marziale misto statunitense (Titusville, n. 1963)
- Road Warrior Hawk, wrestler statunitense (Chicago, n. 1957 - Indian Rocks Beach, † 2003)
- Michael Hayes, ex wrestler e musicista statunitense (Pensacola, n. 1959)
- Horace Hogan, ex wrestler statunitense (Tampa, n. 1965)
- Crash Holly, wrestler statunitense (Anaheim, n. 1971 - Navarre, † 2003)
- Prince Iaukea, wrestler statunitense (Honolulu, n. 1964)
- Corporal Kirchner, wrestler statunitense (Chicago, n. 1957 - Silver City, † 2021)
- Mike Knox, wrestler statunitense (San Bernardino, n. 1978)
- Michael Maraldo, wrestler statunitense (Wildwood, n. 1975)
- QT Marshall, wrestler statunitense (Livingston, n. 1985)
- Austin Idol, ex wrestler statunitense (Tampa, Florida, n. 1949)
- Shawn Michaels, ex wrestler statunitense (Chandler, n. 1965)
- The Miz, wrestler, attore e personaggio televisivo statunitense (Parma, n. 1980)
- Riddick Moss, wrestler statunitense (Edina, n. 1989)
- Mikey Nicholls, wrestler australiano (Perth, n. 1985)
- Mike Rapada, wrestler statunitense (Merced, n. 1964)
- Stevie Richards, wrestler statunitense (Filadelfia, n. 1971)
- Mike Sanders, ex wrestler statunitense (Smyrna, n. 1969)
- Big Guido, ex wrestler e attore statunitense (New York, n. 1964)
- Mike Sharpe, wrestler canadese (Hamilton, n. 1951 - Hamilton, † 2016)
- Mike Shaw, wrestler statunitense (Skandia, n. 1957 - Marquette, † 2010)
- Michael Smith, ex wrestler statunitense (Waco, n. 1963)
- Michael Stanco, wrestler statunitense (Newark, New Jersey, n. 1968 - Sunrise, Florida, † 2014)
- Virgil, wrestler statunitense (Wilkinsburg, n. 1951 - Canonsburg, † 2024)
- Mike Von Erich, wrestler statunitense (Dallas, n. 1964 - Lake Dallas, † 1987)
- Wardlow, wrestler statunitense (Cleveland, n. 1988)
- Wild Boar, wrestler gallese (Blaina, n. 1989)
- Joaquin Wilde, wrestler statunitense (Manila, n. 1986)

## Zoologi(3)
- Mike Archer, zoologo australiano (Sydney, n. 1945)
- Michael Sars, zoologo e biologo norvegese (Bergen, n. 1805 - Cristiania, † 1869)
- Oldfield Thomas, zoologo britannico (Millbrook, n. 1858 - Londra, † 1929)

## Senza attività specificata(16)
- Michael Anti, ex tiratore a segno statunitense (Orange, n. 1964)
- Michael Andreas Barclay de Tolly, feldmaresciallo russo (Pamūšis, n. 1761 - Černjachovsk, † 1818)
- Michael Burley, ex pentatleta statunitense (Columbus, n. 1953)
- Mike Chioda, statunitense (Willingboro, n. 1966)
- Michael Ciccarelli, ex snowboarder canadese (n. 1996)
- Linciaggio di Michael Donald, statunitense (Mobile, n. 1962 - Mobile, † 1981)
- Michael Hedges, tecnico del suono neozelandese
- Michael Lantieri, effettista statunitense (Los Angeles, n. 1954)
- Michael Levitt, biofisico e chimico sudafricano (Pretoria, n. 1947)
- Michael Llewelyn Davies, britannico (Londra, n. 1900 - Sandford-on-Thames, † 1921)
- Michael Milken, statunitense (Encino, n. 1946)
- Michael Nunn, ex ballerino, regista e produttore televisivo britannico (Londra, n. 1967)
- Michael Rasmussen, ex mountain biker, ciclista su strada e dirigente sportivo danese (Holbæk, n. 1974)
- Michael Storm, ex pentatleta statunitense (Arlington, n. 1959)
- Michael Oswald von Thun-Hohenstein, conte e funzionario boemo (Děčín, n. 1631 - Praga, † 1694)
- Michael Waligora, ex sciatore d'erba e sciatore alpino ceco (n. 1990)